# Історія життя на Землі
Історія життя на Землі почалася з моменту появи перших живих організмів — приблизно 3,7 мільярда років тому— і триває донині. Подібність між усіма організмами вказує на наявність спільного предка, від якого в процесі еволюції пішли всі відомі види.
Домінантною формою життя 3,480 млрд років тому, на початку архейського еону, були ціанобактеріальні мати та археї. Вони стали величезним тогочасним еволюційним кроком вперед. Кисневий фотосинтез, що виник близько 3500 мільйонів років тому, в кінцевому результаті призвів до оксигенації атмосфери, починаючи приблизно з 2400 млн років тому. Найперші свідчення про евкаріотів датуються 1850 млн років тому, хоча, можливо, вони з'явилися раніше. Їхня диверсифікація прискорилася, коли вони почали використовувати у метаболізмі кисень. Пізніше, близько 1700 мільйонів років тому, виникли багатоклітинні організми з диференційованими клітинами, спеціалізованими для виконання певних функцій.
Приблизно 1200 млн років тому з'являються перші водорості, а вже приблизно 450 млн років тому — перші вищі рослини. Безхребетні тварини виникають в едіакарському періоді, а хребетні — близько 525 мільйонів років тому, невдовзі після кембрійського вибуху.

## Передісторія
Дослідження метеоритів, древніх гірських порід та інші дотичні дослідження вказують на те, що планета Земля сформувалась приблизно 4,6 млрд років тому (гадейський еон). До цього часу навколо Сонця обертався тільки розмитий протопланетний диск, що складався з газів та космічного пилу. Потім під дією сили тяжіння пил почав зосереджуватися у невеликі тіла (планетоїди), які з часом трансформувалися у планети. Протягом перших мільйонів років на Землі життя не могло існувати у жодній формі, у цей період верхня мантія планети перебувала у розплавленому стані магматичного океану та розтоплювала літосферу планети. Атмосфера у той час була не щільною і складалася із суміші розпечених до температури 80 °C газів: аміаку ({\displaystyle {\ce {NH3}}}), метану ({\displaystyle {\ce {CH4}}}), водню ({\displaystyle {\ce {H2}}}), хлору ({\displaystyle {\ce {Cl2}}}) та пари сірки ({\displaystyle {\ce {S}}}). Природна радіоактивність була набагато вищою за сьогочасну. Тобто життя за таких умов було неможливим. Внаслідок дегазації земних надр та подальшого охолодження поверхні планети утворюються перші водойми рідкої води ({\displaystyle {\ce {H2O}}}). Перші сліди появи рідкої водної оболонки у планети припадають на період 4,5 млрд років тому (циркон, подушкові базальтові лави). Гіпотеза про кометне та планетезимальне походження води на Землі внаслідок метеоритного бомбардування не знаходить підтверджень після порівняння протій/дейтерієвого ізотопного співвідношення різних небесних тіл.
Згідно з моделлю мегаімпакту, ~4,5 млрд років тому протопланета розміром з Марс (яку часто називають Тея) зіткнулась із Землею. Зіткнення було таким сильним, що утворені при зіткненні уламки були викинуті в космос і утворили Місяць. Утворення Місяця сприяло появі життя, бо його обертання навколо Землі виклика́є припливи, які в подальшому сприяли перемішуванню товщ Світового океану, очищенню та аерації, стабілізували вісь обертання Землі. Доба у ті часи була дуже короткою (6 годин), але через близькість Місяця (17 тис. км проти сучасних 384,4 тис. км) сильніша припливна взаємодія гальмувала обертання Землі й поступово збільшувала тривалість доби до сучасних 24 годин.

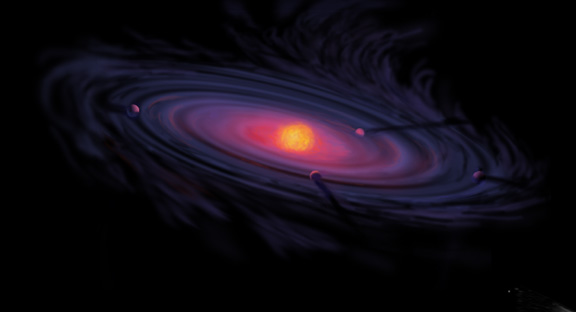
Протопланетний диск і утворення планетзималей
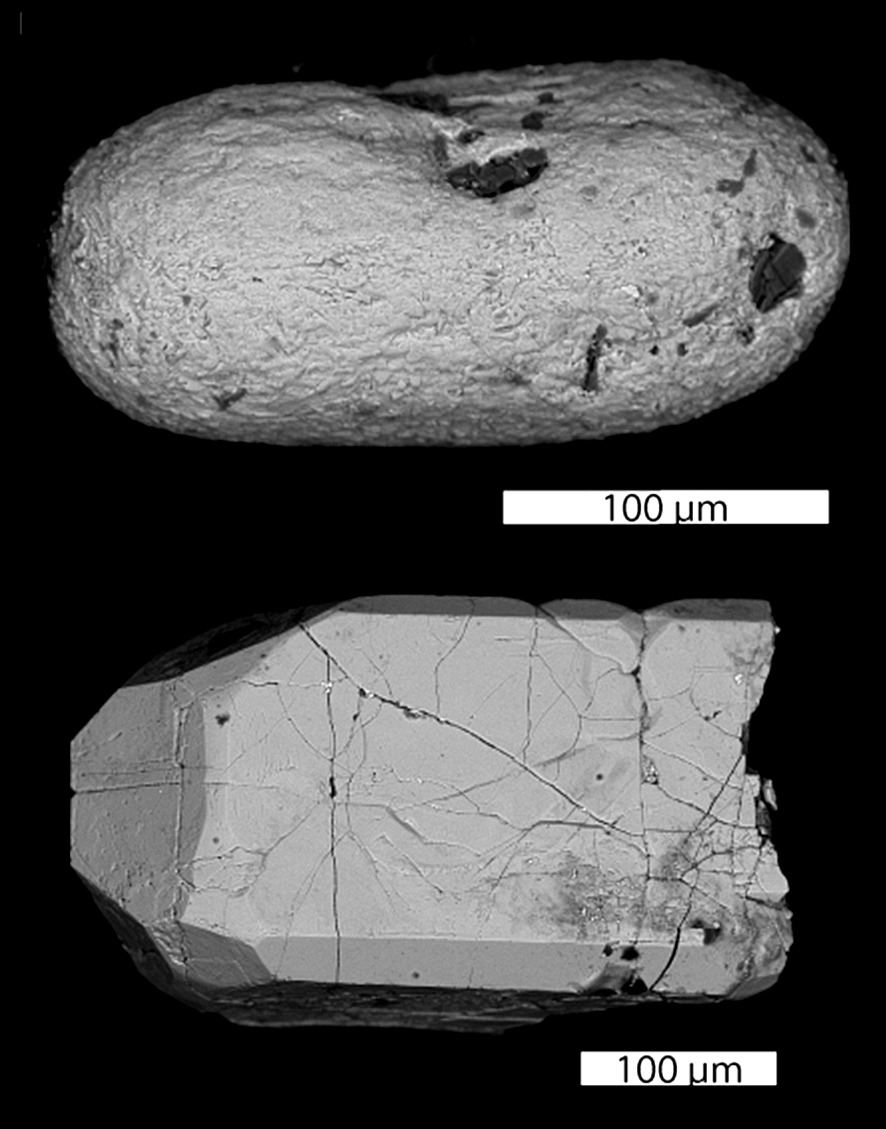
Мікрофотографії кристалів циркону віком 4,4 млрд років
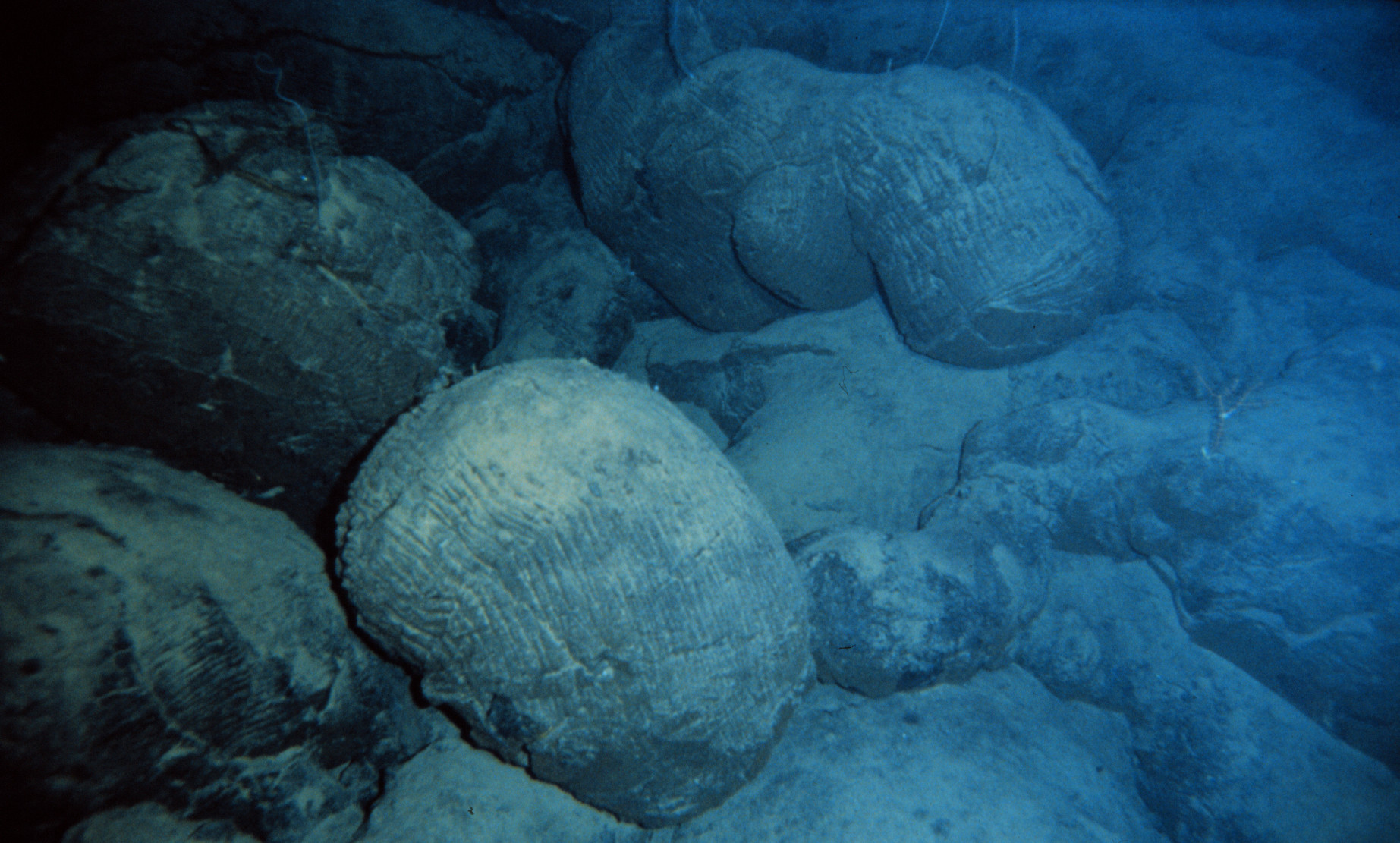
Подушкові базальти (піллоу-лава) поблизу Гаваїв
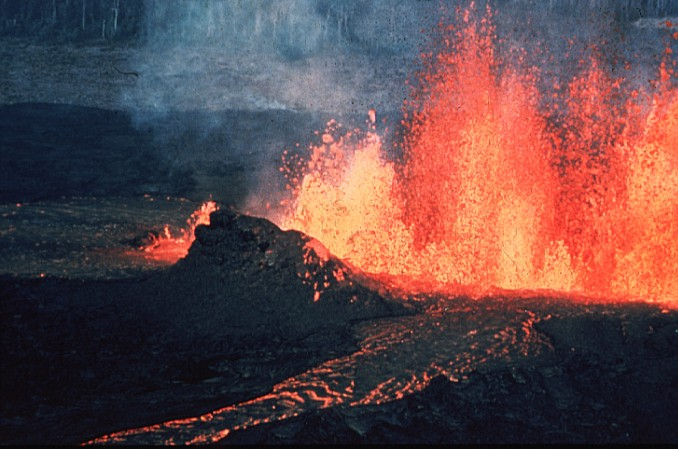
Екстремальний вулканізм у катархеї
Моделювання зіткнення з Теєю та утворення Місяця

## Поява життя
Усі концепції появи життя можна розділити на дві групи:
- Випадковість.

|                                 | Всесвіт не був запрограмований на життя, як і біосфера на людину. Нам просто випав щасливий шанс в рулетці, подібно тому, ніби ми щойно виграли мільйон у казино. |
| — французький біохімік Жак Моно | |

- Закономірність.

Бельгійський біохімік і цитолог Крістіан де Дюв заперечує концепцію Моно двома доводами. По-перше, будівельні блоки живих організмів (амінокислоти, вуглеводні, азотисті сполуки, спирти, жирні кислоти, сполуки карбону) легко синтезуються в космічному просторі. З «першосупу» простих сполук ціанідів ({\displaystyle {\ce {CN^-}}}), фосфатів ({\displaystyle {\ce {PO4^-}}}), сірководня ({\displaystyle {\ce {H2S}}}), ацетилену ({\displaystyle {\ce {C2H2}}}), аміаку ({\displaystyle {\ce {NH3}}}), ціанамідів ({\displaystyle {\ce {H2NCN}}}) та глікольальдегідів ({\displaystyle {\ce {C2H4O}}}) легко утворюються попередники амінокислот, ліпідів та нуклеозидів. По-друге, побудова живого організму є лише детерміністичні хімічні процеси різної складності. Наприклад, як тільки десяток нуклеотидів складається в найпростіший ланцюжок РНК, остання відразу починає свою каталітичну реакцію з прискорення біохімічних реакцій. Інший приклад, самостійна збірка ліпідів у мембранні поверхні й замкнені сфери у водному середовищі.
Найдревніші сліди життя на Землі датуються віком 3,8—4,1 млрд років тому (еоархей) — гнейсова зеленокам'яна формація Ісуа на острові Гренландія, породи Пілбари в Австралії та ізотопний склад зерняток вуглецю (карбону) в мікрокристалах циркона. Біогенні сліди встановлено за властивим життю зміщенням пропорції ізотопів карбону {\displaystyle {\ce {^12C/^13C}}} в гірській породі в бік більш легкого. Проте для зеленокам'яних порід існує заперечення біогенного механізму зміщення пропорції суто фізичними механізмами при більш пізньому метаморфізмі (переплавці) гірських порід.
На еволюційному шляху передачі генетичної інформації спочатку сформувались такі найпростіші елементи ланцюжка, як транскрипція (синтез РНК) і подальша трансляція (синтез білків). Це епоха так званого «РНК-світу». Відповідно до неї, першою молекулою, яка мала здатність до самовідтворення, була рибонуклеїнова кислота (РНК). Молекула РНК може працювати як фермент, з'єднуючи вільні нуклеотиди в комплементарну послідовність, таким чином відбувається її розмноження. Формування ланцюжка реплікації (ДНК та її копіювання) стало першим еволюційним роздоріжжям на дереві життя, що розвело подальші шляхи еволюції бактерій в один бік, архей і евкаріот в інший.

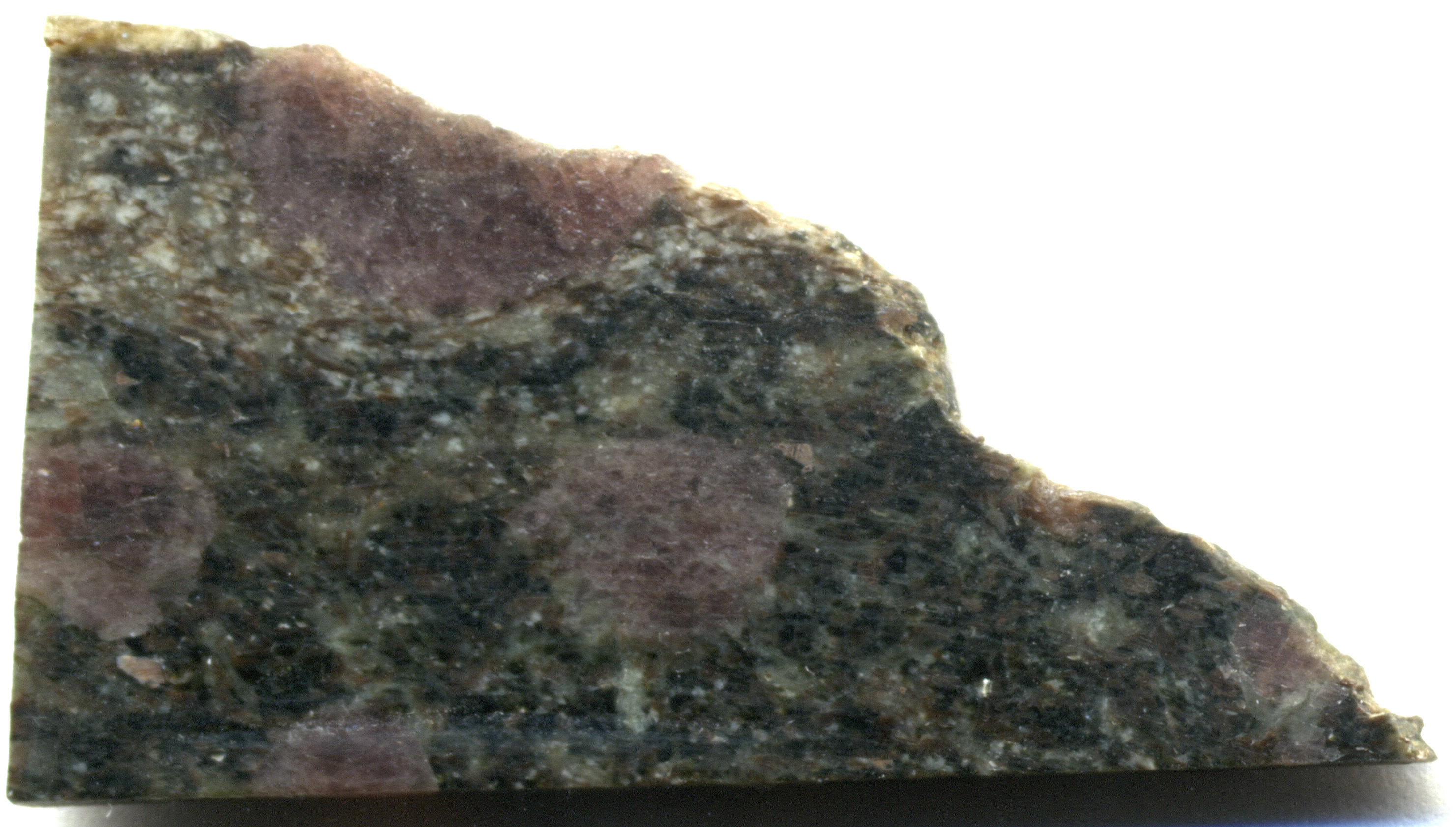
Зеленокам'яні гнейсові породи Північної Америки
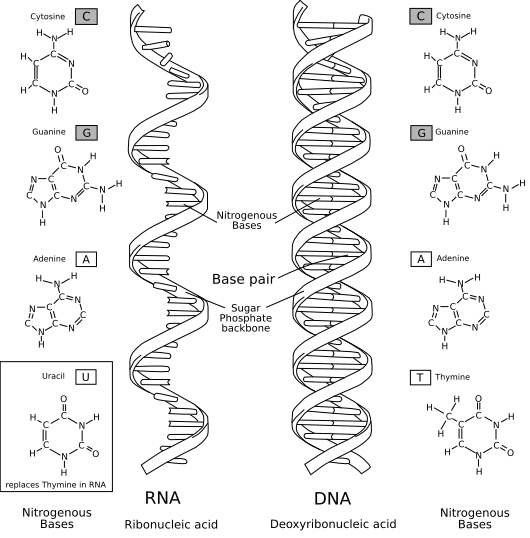
Схематична будова РНК (ліворуч) і ДНК (праворуч) (англ.)
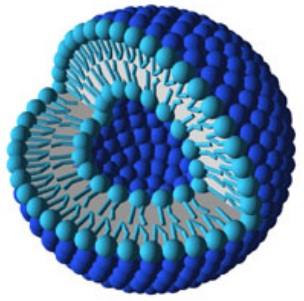
Ізольована порожнина з молекул фосфоліпідів
Філогенетичне древо бактерій, архей і евкаріот
Філогенетичне древо життя (англ.)

Наступним етапом для еволюції життя стало здолання дарвінівського порогу (англ. Darvinian Threshold), коли інтенсивність передачі генетичної інформації від організмів їхнім нащадкам почала переважати над горизонтальним перенесенням генів — від цього моменту вже можна вести розмову про біологічний вид як такий.
Але хімічні сполуки ще не можна назвати живими істотами, оскільки вони не мають меж тіла, як і має будь-який живий організм. Тільки всередині ізольованого від зовнішнього хаотичного руху частинок тіла можуть відбуватися складні хімічні реакції, які дозволяють істоті живитися, розмножуватися, рухатися, тобто підтримувати гомеостаз. Першою гіпотезою у цьому напрямку була теорія коацерватних крапель Олександра Опаріна. Поява ізольованих порожнин в океані є доволі частим явищем. Їх утворюють жирні (аліфатичні) кислоти, які потрапляють у воду. Уся річ у тому, що один кінець молекули гідрофільний, а інший — гідрофобний. Жирні кислоти, які потрапляють у воду, утворюють сфери таким чином, що гідрофобні кінці молекул знаходяться всередині сфери. Можливо, молекули РНК почали потрапляти в такі сфери. Найдревнішими залишками сформованих живих клітин слугують відбитки сульфатредукуючих бактерій віком 3,4 млрд років.

### Перший обмін речовин
Здатність до самовідтворення і наявність границь тіла — це ще не всі ознаки, які відрізняють живу істоту від неживої природи. Для відтворення всередині сфери з жирних кислот молекулі РНК потрібно було налагодити процес обміну речовин. Відомо, що молекула РНК здатна притягувати потрібні нуклеотиди та відштовхувати непотрібні. Тому їй нічого не заважало зробити це через мембрану. Скоріш за все, процес відбувався так: потрібний нуклеотид притягувався до мембрани впритул, як тільки він наближувався на достатньо близьку відстань, то починав відштовхувати від себе молекули жирних кислот, через що утворювався отвір за розмірами нуклеотиду, після чого він вільно проходив через нього і приєднувався до створюваного ланцюжка.

### Перший поділ клітини
Як почали ділитися перші клітини, що складалися з молекули РНК і мембрани з жирних кислот, нині невідомо. Можливо, побудована всередині мембрани нова молекула РНК починала відштовхуватися від першої. Зрештою, одна з них проривала мембрану. Разом з молекулою РНК виходила і частина молекул жирних кислот, які утворювали навколо неї нову сферу.

## Киснева революція
Життя на Землі у стосунку до вільного кисню ({\displaystyle {\ce {O2}}}) ділиться на дві групи організмів:
- анаероби (деякі бактерії, археї), для яких кисень виступає лише як отрута;
- аероби (усі евкаріоти, деякі бактерії), як навчились отримувати енергетичний зиск від кисню.

Кисень виступає як сильний окисник, який руйнує клітини, але за допомогою якого можна отримати багато енергії. Тому в аеробів присутні дві незалежні системи ферментів, налаштовані на взаємодію з такими протилежними властивостями для живих організмів речовини.
Перші аероби опанували реакцію фотосинтезу не пізніше 3 млрд років тому. Перші процеси утворення глюкози з вуглекислоти відбувались за участі таких відновників як сірководень ({\displaystyle {\ce {HS}}}), водень ({\displaystyle {\ce {H2}}}), сполуки заліза ({\displaystyle {\ce {Fe}}}), без участі води ({\displaystyle {\ce {H2O}}}), тому вільного кисню не утворювалось. Вміст такого сильного окисника в атмосфері Землі тогочасної епохи не перевищував 0,001 % від сучасного. З появою перших ціанобактерій (синьо-зелених водоростей), що використовували як відновник воду, а побічним продуктом реакції виступав вільний кисень, геохімічна історія планети, як і біологічна, переходить на новий етап розвитку. Надалі від ціанобактерій еволюційно, ймовірно через симбіоз, утворились органели еукаріотичних клітин здатні до фотосинтезу — хлоропласти. Ціанобактерії, послуговуючись необмеженими запасами води (в той час як сировина для безводного фотосинтезу була обмеженою) насичували середовище токсичним киснем, обмежуючи розвиток як конкурентів, так і власний. Вирішальним у цій боротьбі виступили ресурси саме відновлювача. 2,4 млрд років тому, у ранньому протерозої, після Великої окиснювальної події (англ. Great Oxidation Event, GOE), коли за десятки млн років концентрація кисню в атмосфері підвищилась у тисячі разів, настала епоха панування ціанобактерій у водах Світового океану. Під час епохи ціанобактерій біосфера Землі стала незворотньо кисневою. Більшість анаеробних прокаріотів вимерли — це перше масове вимирання в історії життя планети. Ті організми, що вижили, захистили себе товстими клітинними стінками.
Докиснева атмосфера Землі була насичена парниковими газами, вуглекислим ({\displaystyle {\ce {CO2}}}) і метаном ({\displaystyle {\ce {CH4}}}), що створювали парниковий ефект й зберігали досить теплий клімат на планеті. Крім того, вважається що світимість Сонця в ту епоху становила лише до 80 % від сучасної. Після початку епохи ціанобактерій весь метан, що має у 23 рази більший парниковий ефект ніж вуглекислий газ, було перероблено на останній, що спричинило катастрофічне гуронське зледеніння 2,3 млрд років тому. Різноманітні льодовикові відкладення того зледеніння знаходять на тогочасних екваторіальних широтах. Зледеніння тривало 100 млн років й було подолане сильною вулканічною активністю, що достатньо наситила атмосферу парниковими газами.

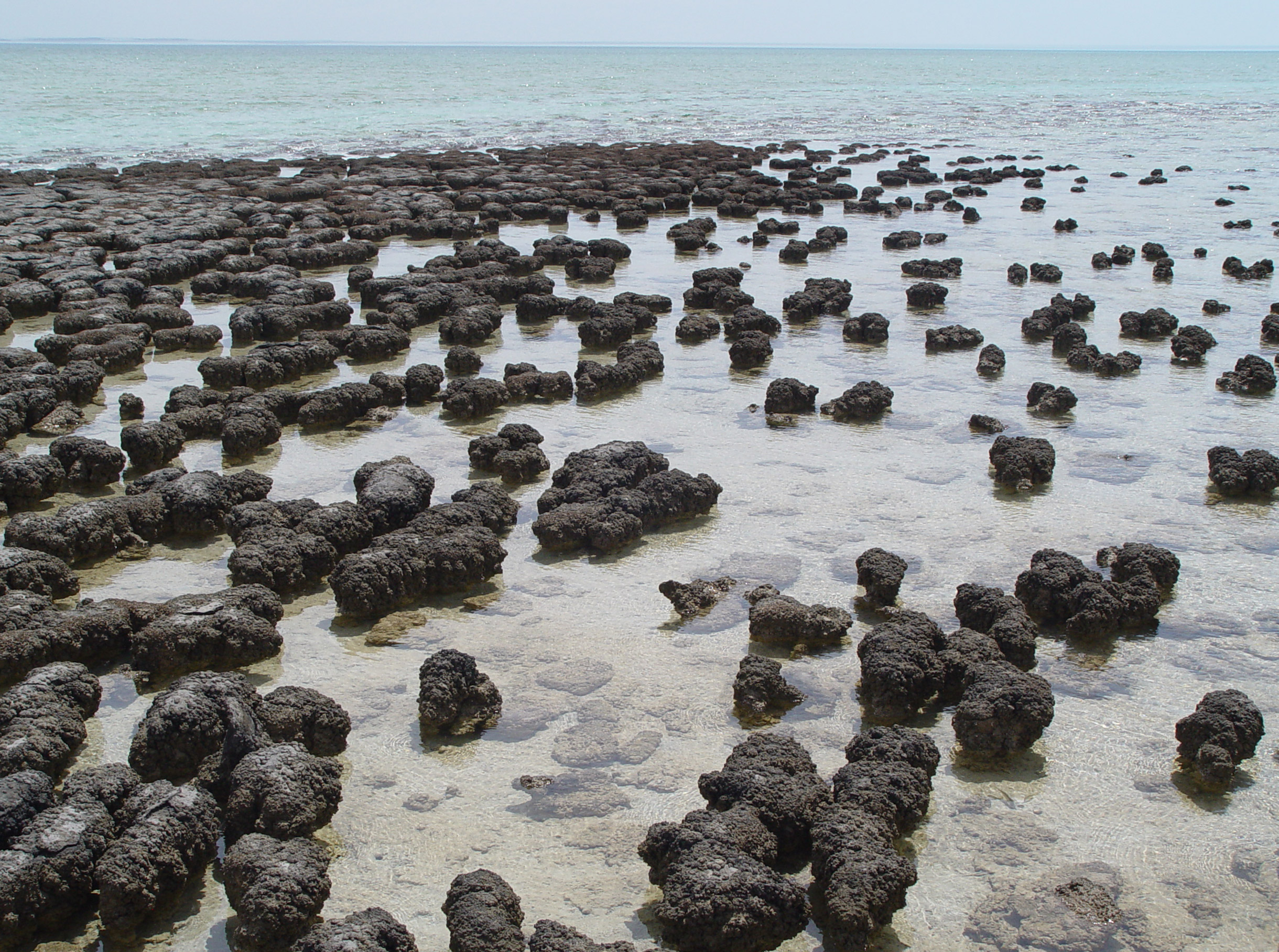
Строматоліти
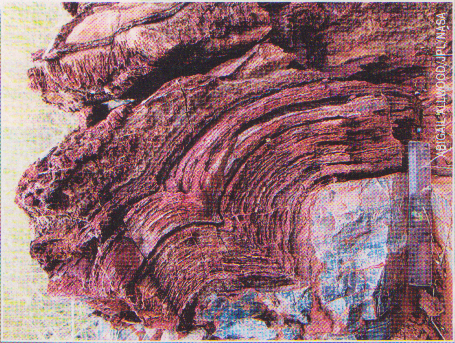
Шарувата будова строматолітів
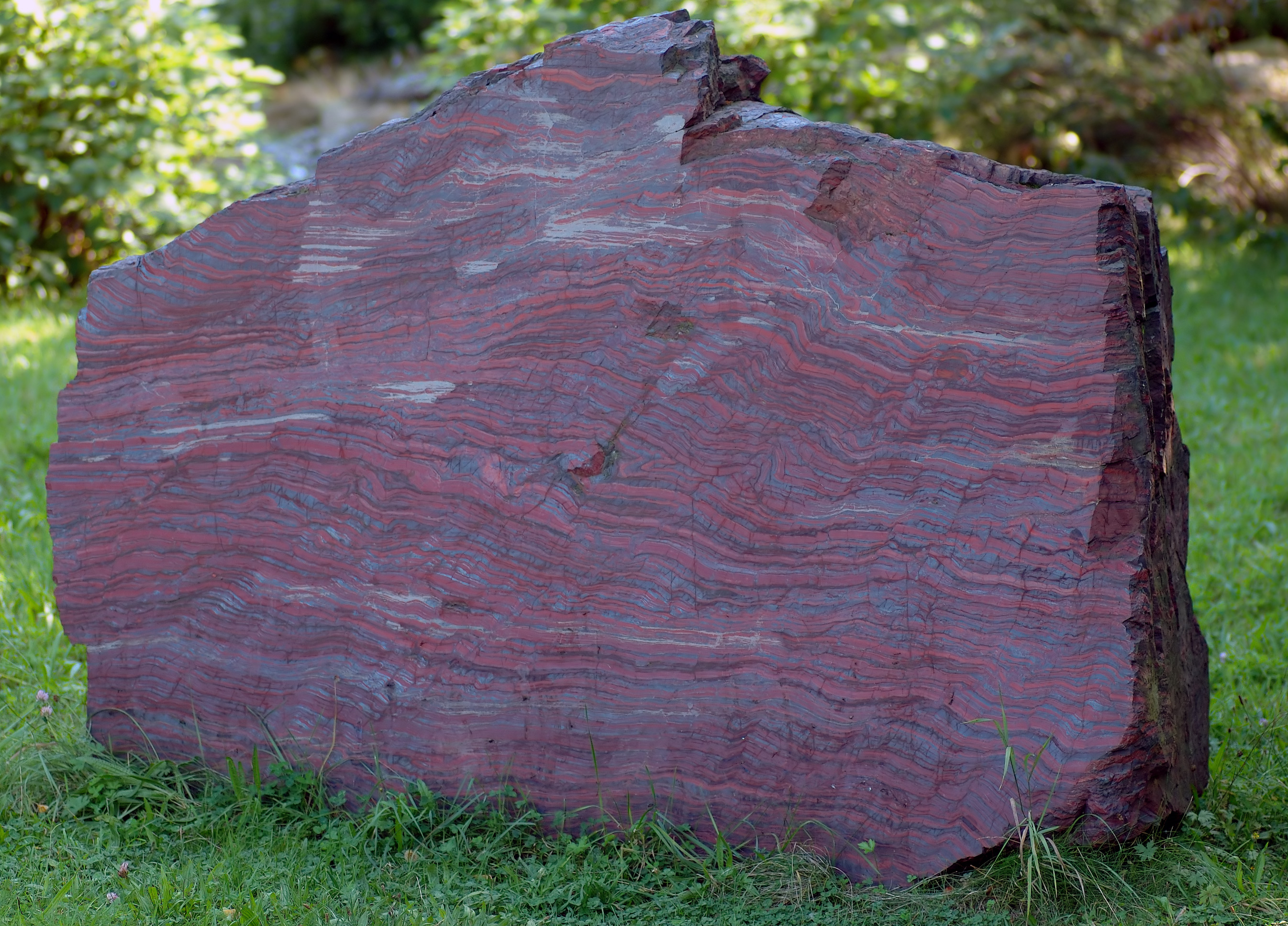
Стрічковий залізняк (джеспіліт)

Відповіддю біоти на нове кисневе середовище стало опанування у перші 100—200 млн років протеобактеріями реакції окиснення глюкози вільним киснем — дихання. Так був задіяний новий енергетичний ресурс, що виявився більш ефективним за безкисневе бродіння, початкові етапи якого слугують базисом біохімічного механізму кисневого дихання. Надалі від протеобактерій еволюційно, ймовірно через симбіоз, утворились дихальні органели еукаріотичних клітин — мітохондрії. Найближчий сучасний генетичний родич мітохондрій, пурпурова альфа-протеобактерія Rhodospirillum rubrum володіє одночасно біохімічними механізмами дихання, бродіння й сірководневого фотосинтезу, може вільно перемикатись між ними залежно від середовища.
|                            | Усі згодні з тим, що еволюція синьозелених водоростей була найзначнішою біологічною подією на нашій планеті. Навіть більшим ніж розвиток евкаріотичних клітин і поява багатоклітинних організмів. |
| — Пітер Ворд, Джо Кіршвінк | |

## Поява евкаріотів
Поява сучасних евкаріотичних організмів з біохімічними механізмами дихання за допомогою мітохондрій пояснюється двома гіпотезами:
- Пізньомітохондріальна гіпотеза стверджує, що захоплення протеобактерій відбулось попередньо сформованими евкаріотичними організмами.
- Ранньомітохондріальна гіпотеза наголошує на причинності симбіозу протеобактерій і древніх архей в самому процесі розподілу внутрішнього середовища клітини на цитоплазму й окреме ядро з генетичною інформацією[32].

Найдревніші знахідки відбитків еукаріотичних організмів датуються віком 2,2—2,1 млрд років тому. Це нитчаста водорість Grypania spiralis, подібний до сучасних примітивних грибів гломероміцетів проблемний Diskagma buttonii та інші (всі багатоклітинні). Найдревніший відомий одноклітинний еукаріотичний організм датується віком 1,6 млрд років тому, що пояснюється кращим зберіганням решток багатоклітинних організмів. Етап переходу від одноклітинних евкаріотів до багатоклітинних організмів було пройдено досить швидко, не більше ніж за 200 млн років від дати кисневої революції.

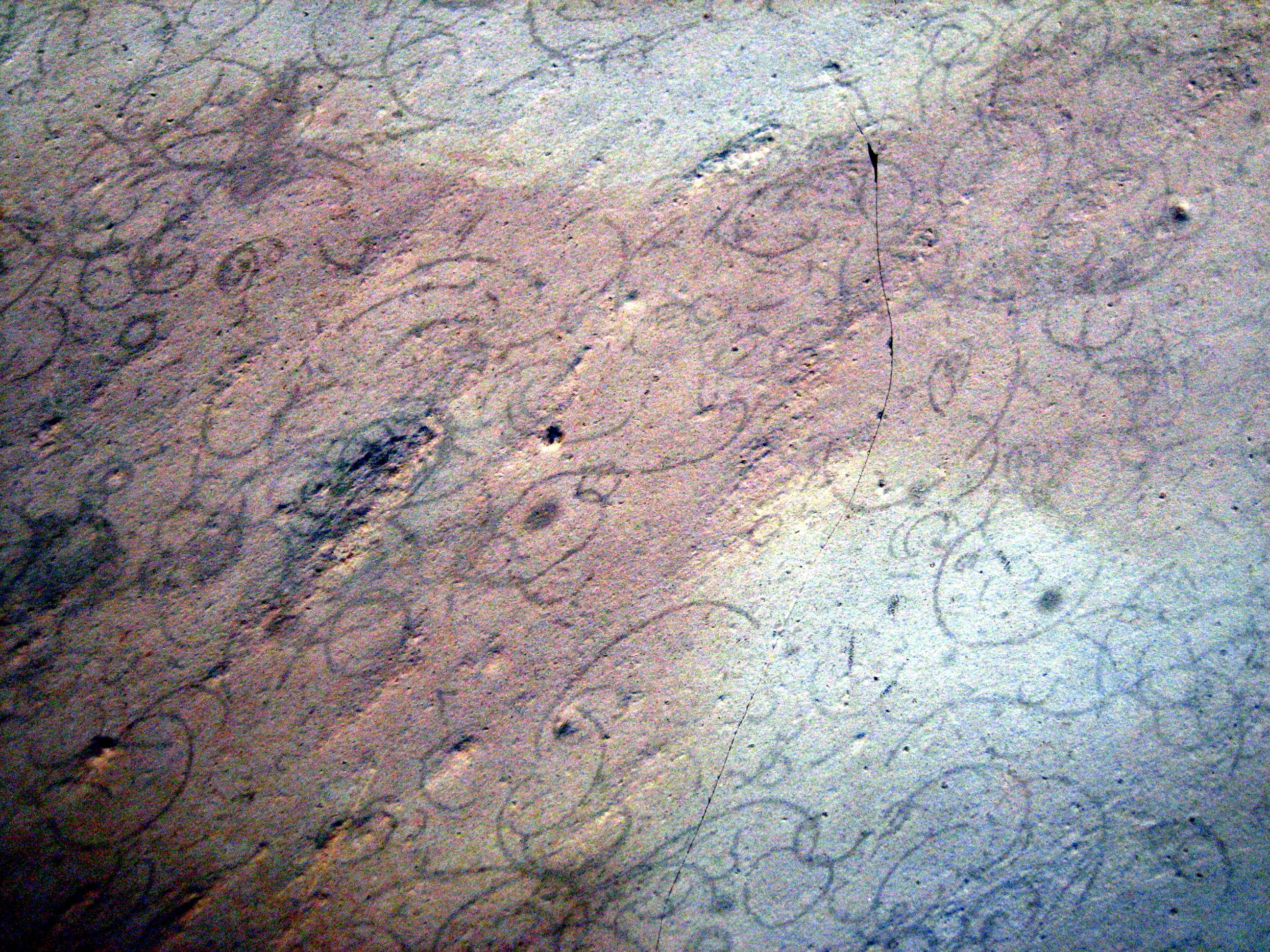
Відбитки нитчастої водорості грипанії
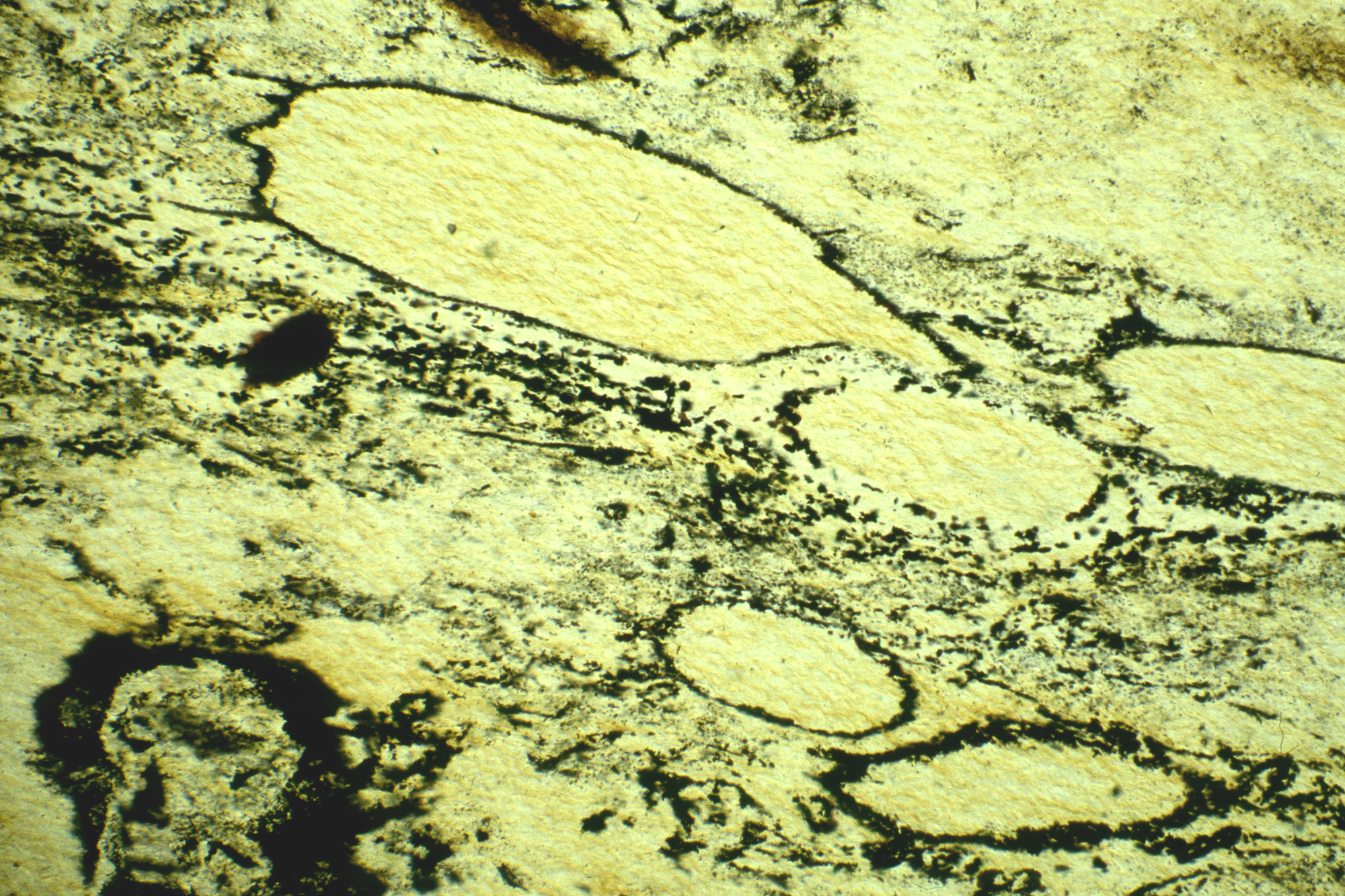
Скам'янілі рештки Diskagma buttonii

### Протерозойський еон
Охоплює часовий проміжок 2,5 млрд—543 млн років тому. Протерозой (грец. πρότερος — перший, старший, грец. ζωή — життя) ознаменувався виникненням складних рослин, грибів і тварин (наприклад, губок). Життя на початку протерозою, як і раніше, було зосереджене в морях, оскільки умови на суші були не зовсім сприятливими: атмосфера складалася переважно з сірководню, CO2, N2, CH4, і зовсім малої кількості O2.

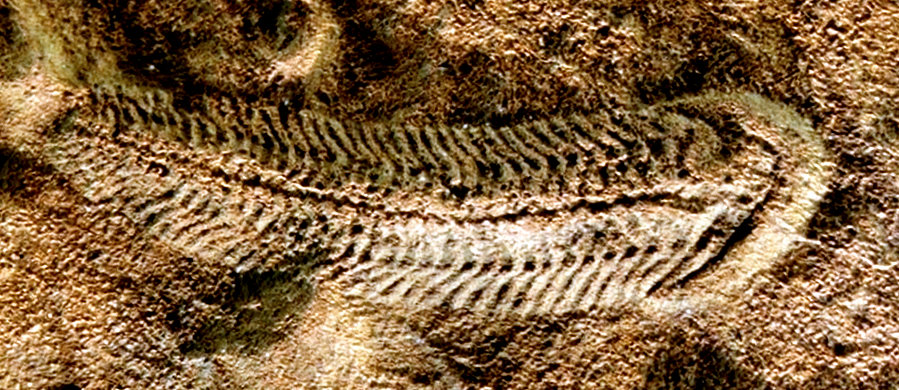
Викопні залишки Spriggina floundersi

Однак бактерії, які жили в той час у морях, почали виробляти O2 як побічний продукт, і 2 млрд років тому кількість кисню вже досягла стійкого рівня. Але різке збільшення кількості кисню в атмосфері призвело до кисневої катастрофи, яка викликала зміни органів дихання в організмів, що населяли в той час океани (анаеробні змінились аеробними) і зміну складу атмосфери (утворення озонового шару). Внаслідок послаблення парникового ефекту на Землі настало тривале Гуронське зледеніння: температура опускалася до −40 °C.
Подальші викопні залишки перших багатоклітинних зустрічаються вже після зледеніння. В той час океани населяли своєрідні організми едіакарської фауни, наприклад сприггіна (праворуч). Можливо, вони були предками сучасних тварин, а можливо, зникли, не лишивши нащадків

#### Палеопротерозой
Палеопротерозой — геологічна ера, частина протерозою, яка почалася 2,5 мільярда років тому і закінчилася 1,6 мільярда років тому. В цей час відбулася перша стабілізація континентів. Еволюціонували ціанобактерії — тип бактерій, що використовував біохімічний процес фотосинтезу для виробництва енергії та кисню. Скам'янілості грибоподібних були знайдені у везикулярному базальті, що датується палеопротерозойською ерою близько 2,4 млрд років тому.
Найважливіша подія раннього палеопротерозою — киснева катастрофа. До значного підвищення вмісту кисню в атмосфері майже всі форми життя, які існували в той час, були анаеробами, тобто обмін речовин в живих формах залежав від форм клітинного дихання, які не потребували кисню. Кисень у великих кількостях є згубним для більшості анаеробних бактерій, тому в цей час більша частина живих організмів на Землі зникла. Форми життя, які залишилися, були або несприйнятливими до дії кисню, або жили в безкисневому середовищі.

#### Мезопротерозой

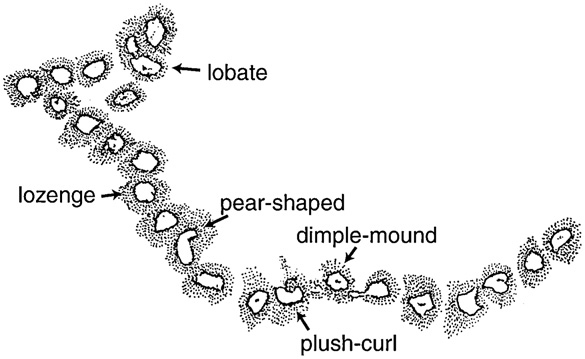
Horodyskia могла бути раннім багатоклітинним організмом, або колонією форамініфер. Вона, очевидно, перегрупувалася у більш рідкі, але більші осередки в міру того, як осадові породи залягали навколо її основи.

Мезопротерозой — геологічна ера, середня частина протерозою, яка почалася 1,6 мільярда років тому і закінчилася 1 мільярд років тому. Червоні водорості Bangiomorpha, датовані віком 1,2 млрд років, є найдавнішими відомими організмами, які, безумовно, мали диференційовані, спеціалізовані клітини, а також найдавнішим відомим організмом, що розмножувався статевим шляхом. Horodyskia що має вигляд «ланцюжка намистин», знайдена у породах, датованих 1,5 млрд—900 млн років тому, можливо, була раннім багатоклітинним організмом, проте її також інтерпретували як колонію форамініфер.

#### Неопротерозой
Неопротерозой — геологічна ера (остання ера протерозою), яка почалася 1000 млн років тому і закінчилася 542 млн років тому.

## Марудний мільярд
Після бурних геологічних і еволюційних подій початку протерозою настав так званий «марудний мільярд років» (англ. Boring Billion) мезо- і неопротерозою, що не відзначився ні будь-якими значними еволюційними етапами розвитку життя, ні глобальними змінами в географічній оболонці. Світовий океан окрім ціанобактерій населяли багатоклітинні червоні (Bangiomorpha) й жовто-зелені водорості (Xanthophyceae) та невизначені акрітархи Tappania. Достеменно підтверджені рештки багатоклітинних тварин відсутні. Можливо, причиною цього була недостатня концентрація кисню в атмосфері (не більше 2 %), бо саме з підвищенням його концентрації пов'язаний сплеск еволюції.

## Земля-сніжка
Наприкінці протерозою, 800 млн років тому всі континенти планети були зібрані в єдиний суперконтинент Родинію, який під дією тектонічних рухів почав активно розпадатись на менші континенти (мінімум на 8 фрагментів), у зв'язку з чим припиняє своє існування давній суперокеан Міровія, відбуваються величезні виверження базальтових лав. Хімічне вивітрювання базальтових лав забирало вуглекислий газ з атмосфери, а поповнення його через вулканічні виверження відставало від активних процесів вивітрювання в теплих екваторіальних широтах, де були сконцентровані основні масиви суходолу. Далі цей процес почав самопідживлюватись як система з додатнім зворотним зв'язком: чимдалі більша площа льодовиків підвищувала сумарне альбедо планети, що призводило до пришвидшення похолодання, яке переводило воду гідросфери з рідкого у твердий стан (кріосфера). Хімічне вивітрювання в низьких широтах нічим не сповільнювалось, гірські породи не перекривались потужними льодовиковими масивами високих широт, як ми це можемо спостерігати в наш час в Антарктиді й Гренландії. Коли самопідживлюване наростання шапок льоду на полюсах, підтримуване виведенням вуглекислоти з атмосфери через вивітрювання гірських порід на екваторі переходить певну математично обчислювану межу, ніщо вже не може зупинити глобального заморожування планети. Що й відбулося в ту епоху. Спокійний розвиток життя на планеті було перервано всепланетним зледенінням, відомим під назвою «Землі-сніжки» (англ. Snowball Earth) — Стертське зледеніння.
Настала геологічна епоха кріогенію. Температура атмосфери впала на декілька десятків градусів. Поверхня Світового океану була вкрита кілометровим шаром криги. Світло крізь неї потрапляло у водну товщу лише через щілини, розломи й тимчасові ополонки. Серед організмів, що використовують фотосинтез, такі умови зуміли пережити, можливо, тільки червоні водорості, що зустрічаються зараз на глибинах 200 і більше метрів та одноклітинний планктон, що вільно себе почуває й на поверхні льодовиків у тонкій плівці талої води. Оазами життя на цей час стали біоценози глибинних термальних джерел — білих і чорних курців. Насиченість вод киснем сильно впала, що дало змогу розвинутись анаеробній біоті.

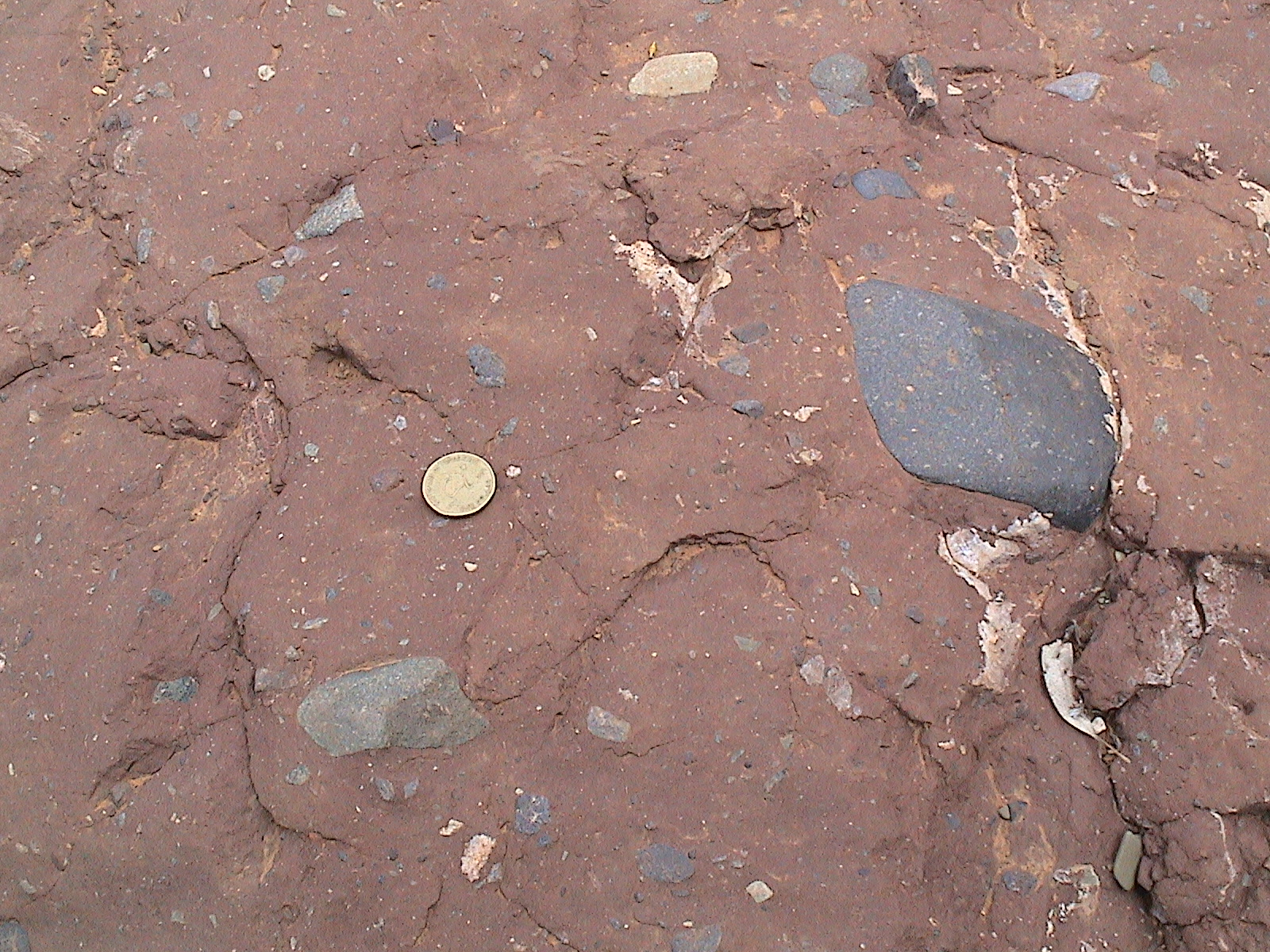
Теригенні діаміктити Південної Австралії доби маріноанського зледеніння
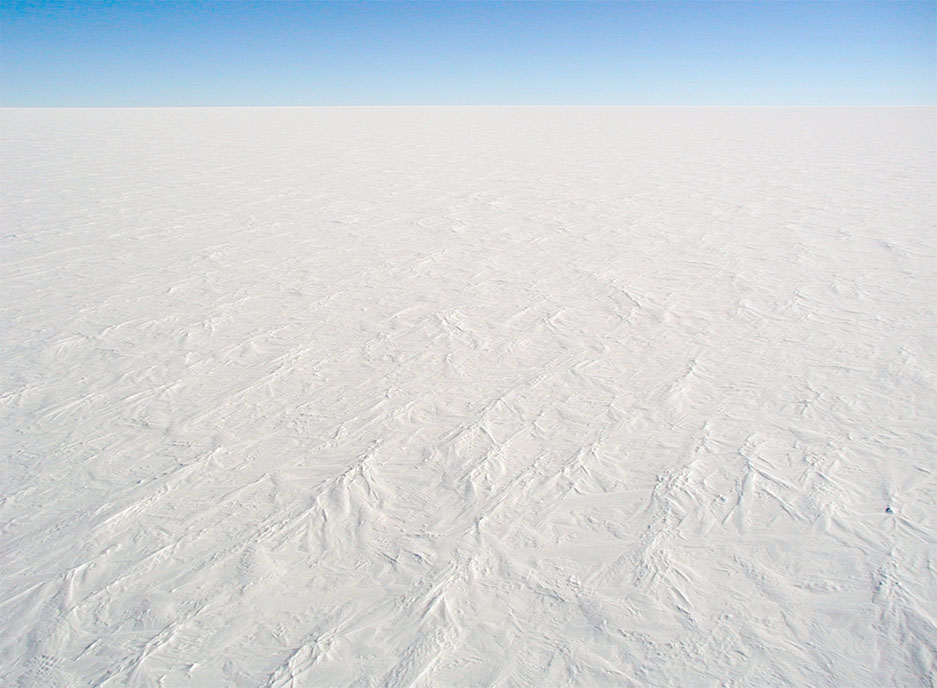
Ймовірний вигляд планети під час неопротерозойського зледеніння
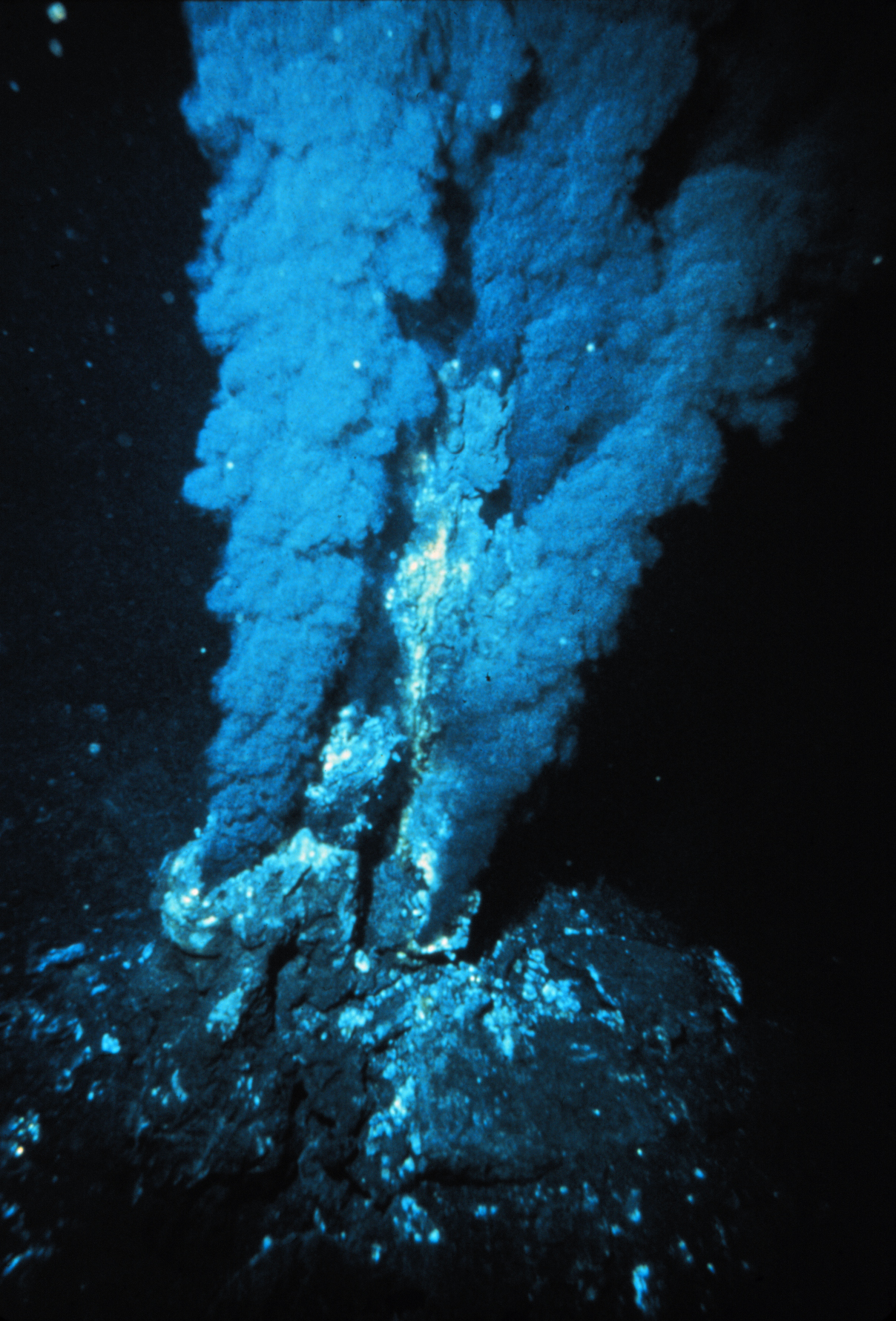
Чорний курець
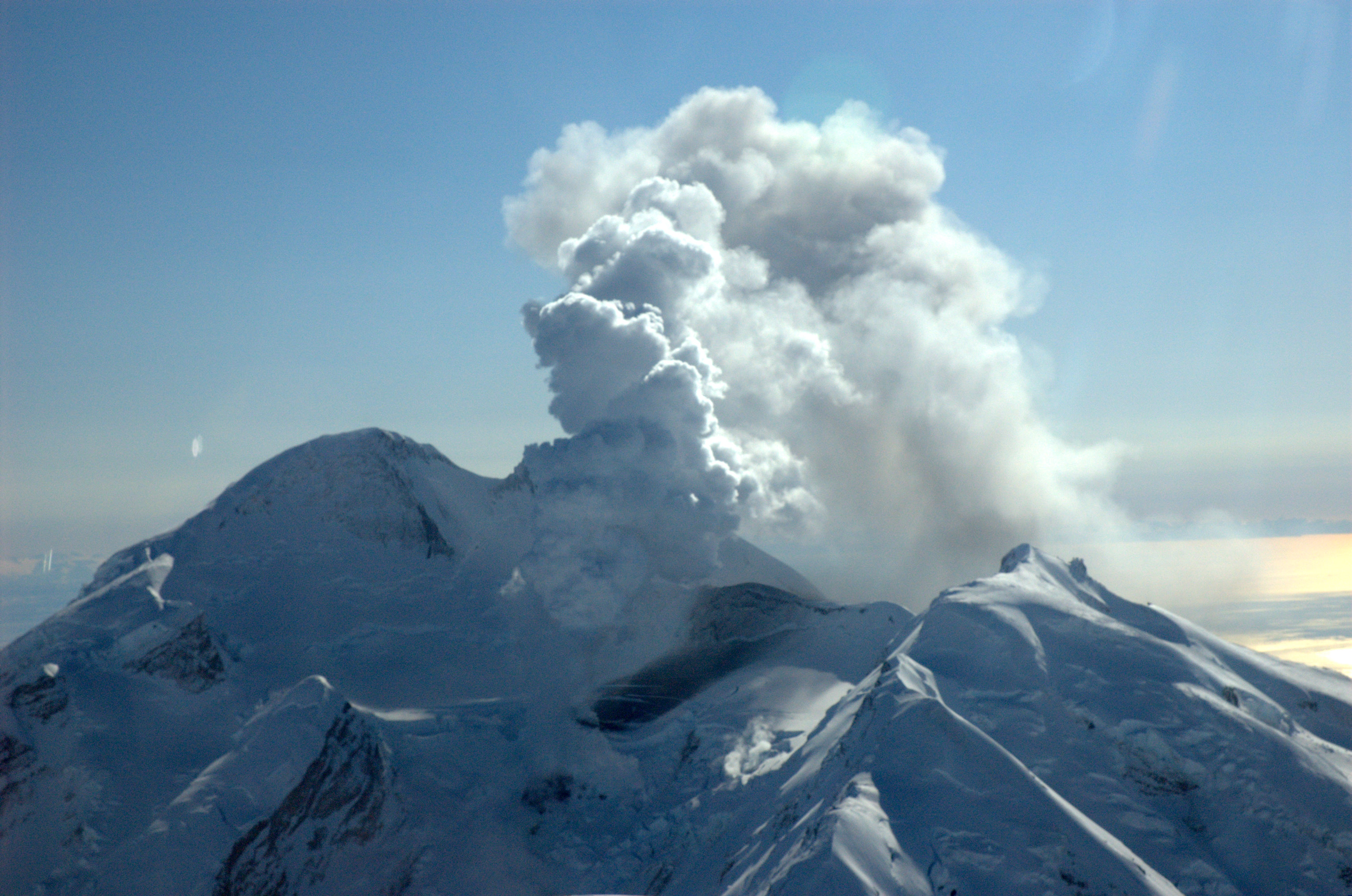
Початок виверження вулкана під льодовиковим покривом, Аляска

Ті самі процеси, що призвели до миттєвого, з геологічного погляду, заморожування планети, так само миттєво її розтопили. Вулканічна активність впродовж 60 млн років зледеніння продовжувала насичувати атмосферу вуглекислим газом, який вже не використовувався на вивітрювання гірських порід вкритих шаром криги. Згідно з математичними моделями, після проходження критичної точки, температура атмосфери за декілька тисяч років змогла підвищитись до 50 °C й льодовики розтали. Материки, що довгий час були занурені під вагою багатокілометрового льоду, ще не встигли висхідними ізостатичними рухами компенсувати значення середніх висот до дольодовикових, тому значні площі вкрили мілководні окраїнні моря. Після чого, оскільки тектонічний процес розповзання материків з екваторіальних широт не завершився, зледеніння поновилося, але вже на менш тривалий час (15 млн років) — Маріноанське зледеніння.

## Кембрійський вибух
Кріогеній з його зледеніннями закінчився 635 млн років тому, після чого розпочався останній геологічний період протерозою — едіакарій (венд). У цей період з'являються достеменні рештки багатоклітинних «сегментованих» тварин — вендобіонтів. Термін уперше було уведено німецьким палеонтологом Адольфом Зейлахером, який вважав їх величезними багатоядерними протистами. Едіакарська біота включає найдавніші підтверджені багатоклітинні організми (зі спеціалізованими тканинами), найпоширеніші типи яких нагадують сегментованих черв'яків, листки, диски або нерухомі мішки. Перші вендобіонти харчувались такими водоростями з морського дна, або просто осмотрофно, тобто всотували поживні речовини з морської води. Останнім способом харчуються сучасні багатоядерні ксенофіофори, схожі на великих (до 20 см) амеб. Існує гіпотеза, що перші вендобіонти харчувались за допомогою симбіотичних бактерій, що окиснювали сірководень до сірки, подібно до сучасних глибоководних погонофор. У цьому древньому світі, ще ніхто ні на кого не полював, панував так званий «Едіакарський сад» (алюзія на Едемський). Найдревнішою багатоклітинною твариною вважається кімберелла (Kimberella quadrata), бентосна тварина з двобічно-симетричним тілом розмірами до 15 см, мала тіло з ногою, яке вкривала мантія (що ріднить її з молюсками), що жила 555 млн років тому. Вендобіонти з'явились «неочікувано», дали велику кількість неповторних форм і повністю вимерли наприкінці періоду. Проте деякі дослідники вважають, що вони могли бути предками таких еволюційних гілок, як пластинчасті та реброплави.
542 млн років тому розпочинається епоха «явного життя» — фанерозой. Кембрійський період, перший період палеозою, ознаменував появу, швидке поширення й панування багатоклітинних тварин більшості сучасних еволюційних гілок. Швидкість диверсифікації еволюційних напрямків дає підстави називати цей період в історії життя Землі — Великим еволюційним вибухом (кембрійським). Тварини, що могли переміщуватись з одного місця на інше, спричинили здвиг у біоценозах, водоростеві мати почали зішкрібати як з поверхні, так і об'їдати знизу, організми, що занурювались в ґрунт. Поява перших «хижаків» (консументів першого порядку) спричинила тиск на врівноважену систему — розпочався автокаталітичний (що самостійно підживлюється) еволюційний процес урізноманітнення вибору тактик виживання «жертв», коли вони не тільки активно займають усі можливі екологічні ніші, але й створюють власні. Поява активних фільтраторів субстрату, подібних до сучасних морських червів, що живуть в ньому, створюють ходи, аерують його, розбудовуючи тим самим новий простір, що може бути зайнятий іншими формами життя (тривимірний ґрунт фанерозойського типу), спричинило справжню «субстратну революцію». Інші фільтратори, жаберні ракоподібні, обрали для себе екологічну нішу водної товщі, утворивши перший зоопланктон. Вони відфільтровували будь-які поживні речовини, що плавали у воді й, перетравлювали й упаковували в щільні фекальні пелети, що швидко осідали на дно. Таке пелетне транспортування взвішених частинок з товщі води на дно підвищило прозорість води, збагатило її киснем, який раніше витрачався на окиснення органічних решток, збагатило бентос поживними речовинами. Перші наслідки дали змогу розширити зону фотосинтезу, який покращив життя для придонних організмів. І це ще більше урізноманітнило життя на планеті.
Наступним важливим етапом автокаталітичної еволюції стала поява 520 млн років тому справжніх хижаків (консументів другого порядку) — динокарід (Dinocaridida), що вільно плавали. Найвідоміший представник яких, аномалокарис (Anomalocaris — «незвичайна креветка»), завдовжки до 1 м мав на озброєнні могутній щелепний апарат, фасеткові очі, сегментоване пласке тіло. Цей період також називають «скелетною революцією», бо саме в цю епоху з'являється така еволюційна новина як біомінералізація (спікули в губок, мушлі в молюсків, хітинові покрови в членистоногих, але не в перших хордових). У цей період з невідомих причин концентрація йонів кальцію (Ca2+) в морській воді зростає втричі, що полегшило тваринам розбудовувати власний захист, як відповідь на появу хижаків. Поява різноманітних хижаків загальмувала темпи еволюції, бо з цього моменту майже всі екологічні ніші були вже зайняті. Нішу хижаків, що риють нори, уперше зайняли лопатоногі молюски вже після закінчення кембрійського періоду.
Деякі вчені заперечують «вибухоподібну» появу еволюційних гілок саме в кембрії, та називають такий вибух лише «артефактом збережених решток», пояснюючи їхню «появу на арені» або недостатнім вивченням глибших шарів геологічної історії планети, або набуттям тваринним світом рис «палеонтологічності», тобто набутою спроможністю решток організмів бути вдало похованими і збереженими в осадових товщах, що утворювались у природних умовах кембрію. Такому стану речей можуть також сприяти невеликий розмір, відсутність твердих частин тіл, непридатні умови захоронення й зберігання решток докембрійських першопредків. Така гіпотеза частково підтверджується даними молекулярної систематики, що заводить реконструкцію спільних предків сучасних типів тварин глибоко в кріогеній. І навпаки, існують математичні моделі, що спростовують побудову такого глибокого коріння першопредків. У будь-якому разі лише автокаталітичні процеси екологічних взаємовідносин організмів пояснюють вибухоподібну кембрійську еволюцію, спричинену появою перших «травоїдних» в докембрійських біоценозах.

## Вихід життя на суходіл
Світовий океан вважають колискою життя, бо безсумнівно те, що перші мільярди років його еволюції відбувались саме в ньому. Проте співвідношення йонів калію ({\displaystyle {\ce {K+}}}) та натрію ({\displaystyle {\ce {Na+}}}) в цитоплазмі усіх живих організмів зворотне співвідношенню в морській воді, в клітинах калію в 10—20 разів більше ніж натрію, тоді як в океані на 40 часток натрію припадає лише 1 калію. Така концентрація калію критично важлива для роботи багатьох ферментних систем, генетична історія яких дуже древня й спільна для всіх сучасних живих організмів. Тобто такі системи формувались в середовищі відмінному від вод Світового океану. Можливо це були мілкі водойми на первинній поверхні планети. Проте такі водойми не могли захистити від згубного впливу ультрафіолетового випромінювання, яке не затримувала первинна безозонова атмосфера.
Найдревніші палеоґрунти датуються віком 2,7 млрд років, у той час як найдревніша кора вивітрювання — 3,5 млрд років. Отже, принаймні прокаріоти в архейську епоху вже населяли суходіл. Залишки «марудного мільярда» несуть в собі пряме свідчення наземного життя у вигляді ниток синьо-зелених водоростей у викопній печері віком 1,2 млрд років. Перші наземні еукаріотичні водорості, що утворювали пластинчасті колонії та цисти, датуються віком 1 млрд років. Це організми подібні до сучасної водорості трентеполії, що вкриває стовбури дерев цеглянисто-жовтим нагаром. До появи пеллетного транспорту, в едіакарії мертва органіка товщ морської води захоронювалась на дні глинистими частинками, що потрапляли до океанів з континентальним стоком. Розрахунки обсягів глинистого матеріалу, що виносився з материків дозволяють допустити наявність у той період значного поширення суходолом біогенних кір вивітрювання, тобто палеоґрунтів, які утворювали водорості, гриби й лишайники.
Перші сучасні мохи, вищі спорові й перші судинні рослини з'являються на суходолі вже в ордовіці, 485—445 млн років тому. У наступному геологічному періоді, силурійському, що тривав до 419 млн років тому, судинні рослини опановують суходіл. Це дозволяє вийти з води спершу зябровим ракоскорпіонам, а потім павукоподібним, багатоніжкам, ракоподібним та первиннобезкрилим комахам, що вже вільно дихали киснем атмосферного повітря. У ранньому девоні, 410 млн років тому, з'являються хижі отруйні губоногі багатоніжки. Перші хребетні з'являються на суходолі лише наприкінці девонського періоду, 370 млн років тому, але швидко призвичаївшись у нових умовах вони вже в наступному геологічному періоді (кам'яновугільному) зайняли екологічну нішу «суперхижаків». Тоді ж перші крилаті комахи опановують простори повітряного океану. У наш час ця група представляє ⅔ усіх комах й займає найрізноманітніші екологічні ніші на планеті та утворює найтонкіші харчові спеціалізації. Надалі вони відіграють ключову роль в еволюції квіткових рослин.
Наприкінці девону в рослин з'являється нова життєва форма — дерево. Вона додатково утворює різноманітні невідомі до того екологічні ніші для живих організмів, пришвидшує хід еволюції. Суходіл починають вкривати угруповання таких життєвих форм — першоліси. У девонському періоді вони були представлені виключно археоптерисами, але вже в наступному, карбоновому, найрізноманітнішими видами голонасінними. Суходіл планети на наступні 350 млн років підкорився лісам і летючим комахам. Слугуючи поживою й прихистком, вони дозволили еволюційно розвинутись також земноводним і рептиліям. Бурхливий розвиток рослинності та відсутність денітрифікаторів, що переробляли б мертві рештки рослинності, що виймали з природного колообігу величезні маси вуглецю й утворювали гігантські поклади кам'яного вугілля (Донецький, Аппалачський і Міссісіпський басейни), призвело до найбільшої концентрації кисню в атмосфері Землі за всю її історію (понад 30 %) і закономірного гондванського зледеніння на материках Південної півкулі.

### Палеозойська ера
На початку палеозою (грец. πᾰλαιός — давній, грец. ζωή — життя) з'явилися тварини з твердим зовнішнім скелетом.

#### Кембрійський період

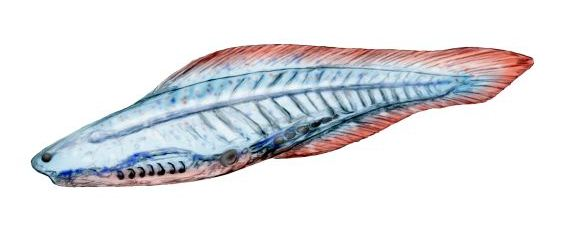
Реконструкція Haikouichthys ercaicunensis

Охоплює часовий проміжок 543—490 млн років тому. В кембрійський період раптово з'являється величезна різноманітність живих організмів — предків нинішніх представників багатьох підрозділів царства тварин (у відкладах, що передували кембрію, залишки таких організмів відсутні). Ця раптова в геологічному масштабі подія, яка в реальності тривала мільйони років, відома в науці як кембрійський вибух.
Викопні залишки тварин кембрійського періоду знаходять доволі часто й по всьому світу. На початку кембрійського періоду (близько 540 млн років тому) у деяких груп тварин з'являється складно побудоване око. Поява цього органу була величезним еволюційним кроком — тепер тварини могли бачити навколишній світ. Так, жертви тепер могли бачити мисливців, а мисливці — своїх жертв.
В кембрійському періоді на суші життя не існувало. Але океани були густо населені безхребетними, наприклад, губками, трилобітами, аномалокарами. Час від часу величезні підводні зсуви захоронювали групи морських істот під тонами намулу. Завдяки цим зсувам ми можемо наочно уявити собі, яким химерним був тваринний світ кембрійського періоду, адже в намулі прекрасно збереглися у вигляді скам'янілостей навіть ніжні м'якотілі тварини.
В морях пізнього кембрійського періоду основними групами тварин були членистоногі, голкошкірі і молюски. Але найважливішим мешканцем морів того часу була безщелепна істота хайкоуіхтіс — у неї крім очей розвинулася хорда.

#### Ордовицький період
Охоплює проміжок часу 490—443 млн років тому. Під час ордовику суша залишалася необжитою, за винятком лишайників. Але основне життя розвивалося, і досить активно, в морях.
Основними мешканцями ордовицьких морів були членистоногі, такі як мегалограпт. Вони могли ненадовго виходити на сушу, щоб відкласти ікру. Але були й інші мешканці, наприклад, представник класу головоногих ортокон камероцерас.
Хребетні тварини в ордовику сформувалися ще не до кінця. В морях плавали потомки хайкоуіхтіса, у яких було утворення, яке нагадувало хребет.
Також в морях ордовицького періоду жили представники кишковопорожнинних, голкошкірих, коралів, губок та інших безхребетних.

#### Силурійський період

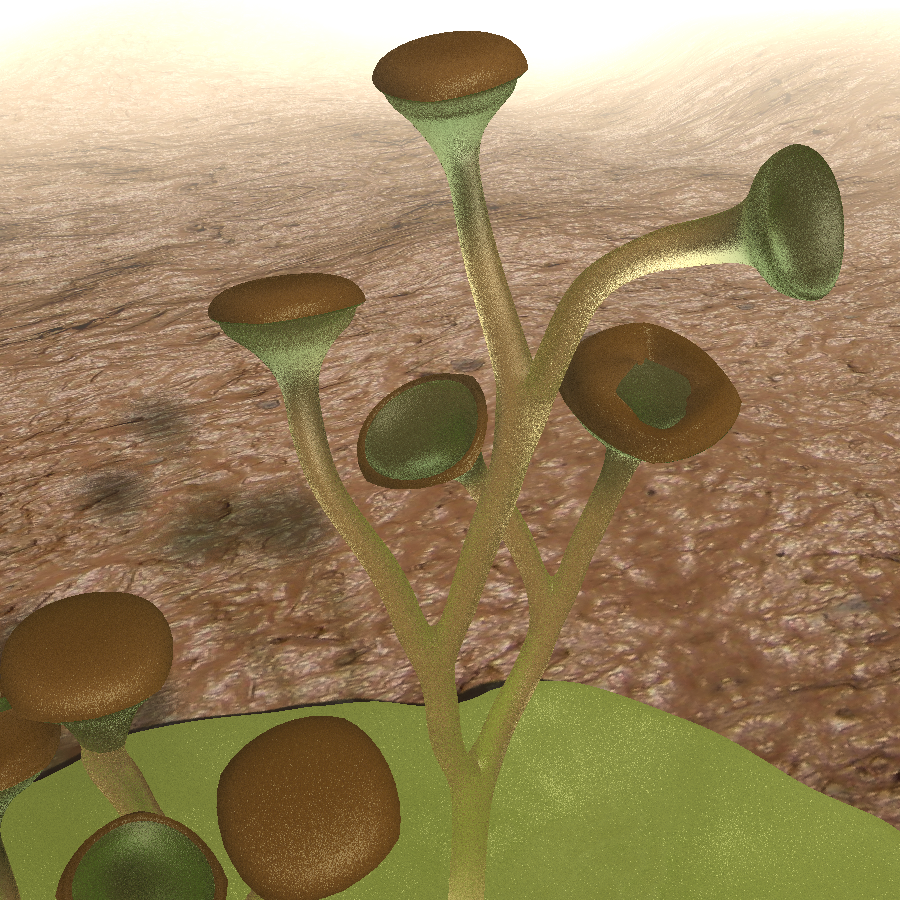
Реконструкція куксонії — судинної рослини, яка однією з перших вийшла на сушу

Охоплює проміжок часу 443—–417 млн років тому. В силурі на сушу виходять деякі рослини, наприклад, куксонії (Coocsonia), які сягали у висоту не більше 10 см, і деякі види лишайників. У деяких членистоногих розвинулись примітивні легені, які дозволяли їм дихати атмосферним повітрям, наприклад, скорпіон бронтоскорпіо міг знаходитися на суші протягом чотирьох годин.
В морях через мільйони років формуються величезні коралові рифи, де знаходили притулок дрібні ракоподібні та членистоногі. В цьому періоді членистоногі стають ще більшими, наприклад, ракоскорпіон птерігот міг досягати 2,5 метра завдовжки, однак, він був занадто великим, щоб виповзати на сушу.
В силурійських морях з'являються повністю сформовані хребетні тварини. На відміну від членистоногих, у хребетних був кістяний хребет, що дозволяв їм краще маневрувати під водою.

#### Девонський період
Охоплює проміжок часу 417—354 млн років тому.

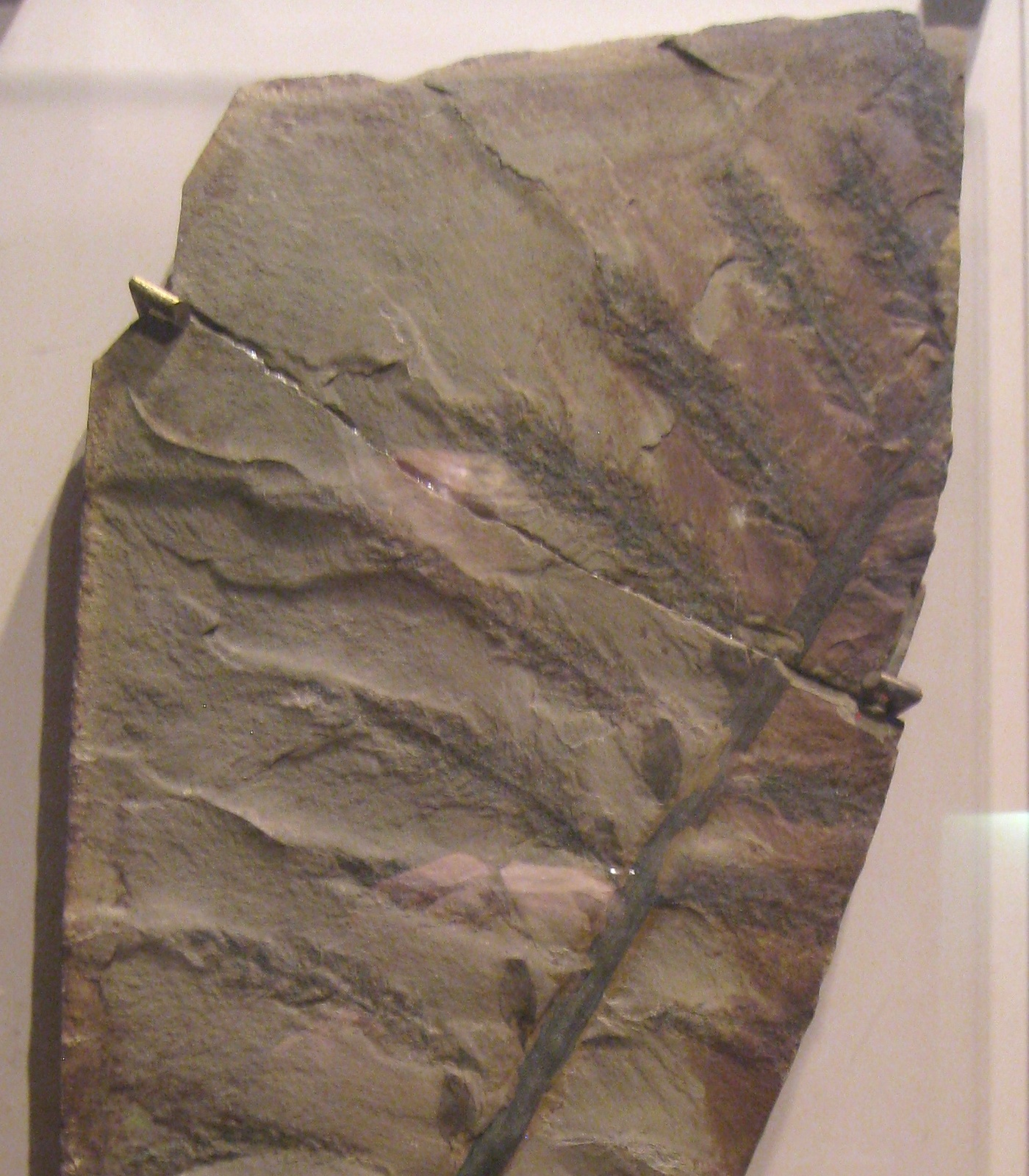
Відбиток Archaeopteris hibernica

В девоні життя продовжує активно розвиватися на суші та в морі. З'являються перші примітивні ліси, які складалися в основному з найдавніших примітивних деревоподібних папоротей археоптерисів (Archaeopteris), які росли в основному на берегах рік та озер.
Основне життя в ранньому девоні було представлене в основному павуками підряду Mesothelae і багатоніжками, які дихали всією поверхнею тіла і жили в дуже вологих місцях. Однак до кінця девону у древніх членистоногих з'являється хітиновий панцир, скорочується кількість сегментів тіла, четверта пара лап перетворюється у вусики та щелепи, у деяких також розвинулись крила. Так з'явилася нова еволюційна гілка — комахи, яка змогла освоїти найрізноманітніші куточки планети.
В середині девону на сушу ступили перші амфібії (наприклад, гінерпетон, іхтіостега). Вони не могли жити далеко від води, оскільки їхня шкіра була ще дуже тонкою і незахищеною від пересихання. До того ж амфібії могли розмножуватися тільки при наявності води — ікринками. Поза водою потомство амфібії загинуло б: ікру висушило б сонце, адже вона не захищена ніякою оболонкою, крім тонкої плівки.
У риб розвинулися щелепи, які дозволяли їм ловити швидких жертв. Вони почали стрімко збільшуватися в розмірах. Уже до кінця девону в морях з'явилися перші кісткові риби, такі як гігантська хижа гінерія. Однак найбільш грізними мешканцями девонських морів були представники групи плакодерм, такі як дунклеостей та дініхтис, що досягали в довжину 8—10 метрів.

#### Кам'яновугільний період

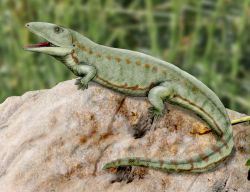
Реконструкція протерогірінуса

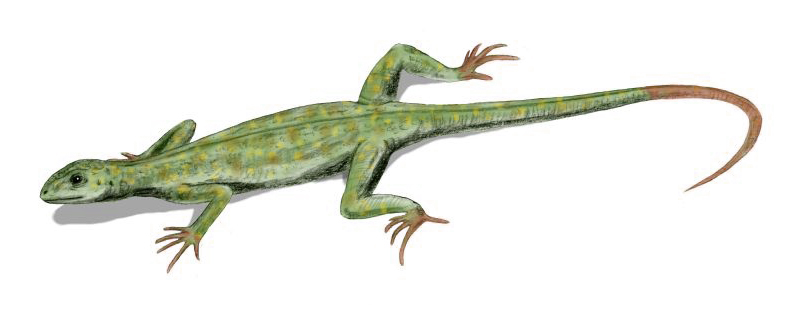
Реконструкція петролакозавра

Охоплює проміжок часу від 354—290 млн років тому. В кам'яновугільному періоді майже по всій планеті клімат був жаркий та вологий. В болотистих лісах (Вугільний ліс) того часу росли переважно хвощі, деревоподібні папороті та гігантські лепідодендрони, які сягали у висоту від 10 до 35 метрів, і в діаметрі стовбура — до одного метра.
Фауна була представлена величезною кількістю істот. Велика кількість тепла, вологи та кисню сприяла збільшенню розміру членистоногих, так, наприклад, артроплевра могла досягати 2,5 метра завдовжки, а величезна бабка меганевра — 75 см в розмаху крил.
Такі умови сприяли і розквіту амфібій. Вони (наприклад, протерогірінус) зайняли всі прибережні області, практично остаточно витіснивши дводишних і кистеперих. В кам'яновугільному періоді амфібії дали початок рептиліям. Перші рептилії були дуже маленькими тваринами, які нагадували сучасних ящірок, наприклад, довжина петролакозавра не перевищувала 40 сантиметрів у довжину. Рептилії могли відкладати яйця на суші — це було великим еволюційним кроком, до того ж їхня шкіра була вкрита щільною лускою, яка захищала шкіру тварини від висихання, а отже, вони могли спокійно відходити далеко від води. Наявність таких пристосувальних особливостей і визначила їхній подальший еволюційний успіх як наземних тварин.
В морях кам'яновугільного періоду також було багато форм життя. Акули та кісткові риби (предки більшості сучасних риб) домінували в товщі води, а морське дно покривали численні коралові рифи, що простягалися на багато кілометрів вздовж узбережжя давніх материків.
Кінець карбону, близько 290 млн років тому, відзначив тривалий льодовиковий період, який закінчився на початку пермського періоду. Льодовики повільно підбиралися до екватора з півночі і півдня. Численні тварини і рослини не змогли пристосуватися до таких кліматичних умов і незабаром вимерли.

#### Пермський період
Охоплює проміжок часу 290—248 млн років тому. Через льодовиковий період в кінці карбону в пермському періоді клімат став холоднішим і сухішим. Пишні тропічні ліси, болота змінилися безкрайніми пустелями і посушливими рівнинами. В таких умовах росли тільки найстійкіші рослини — папороті та примітивні хвойні.

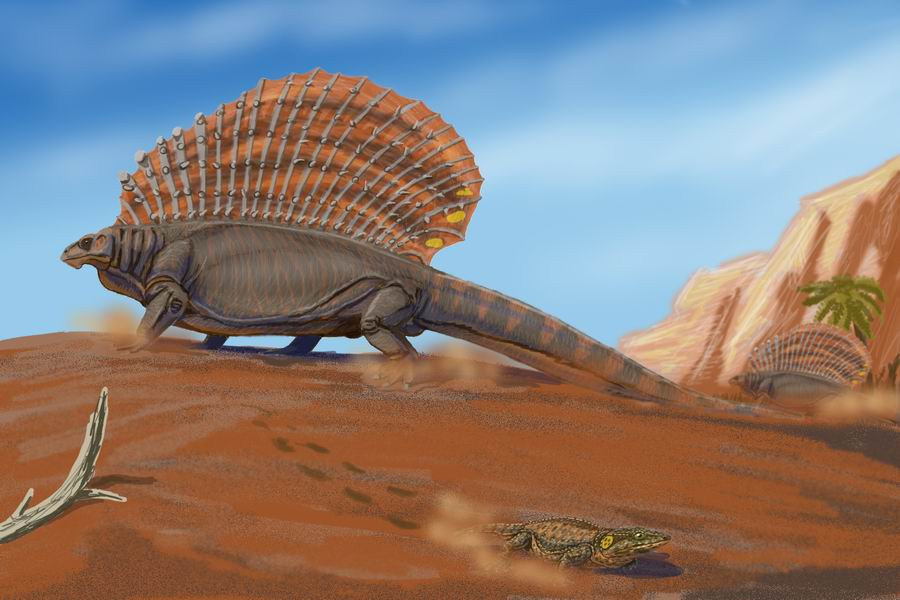
Реконструкція Edaphosaurus pogonias

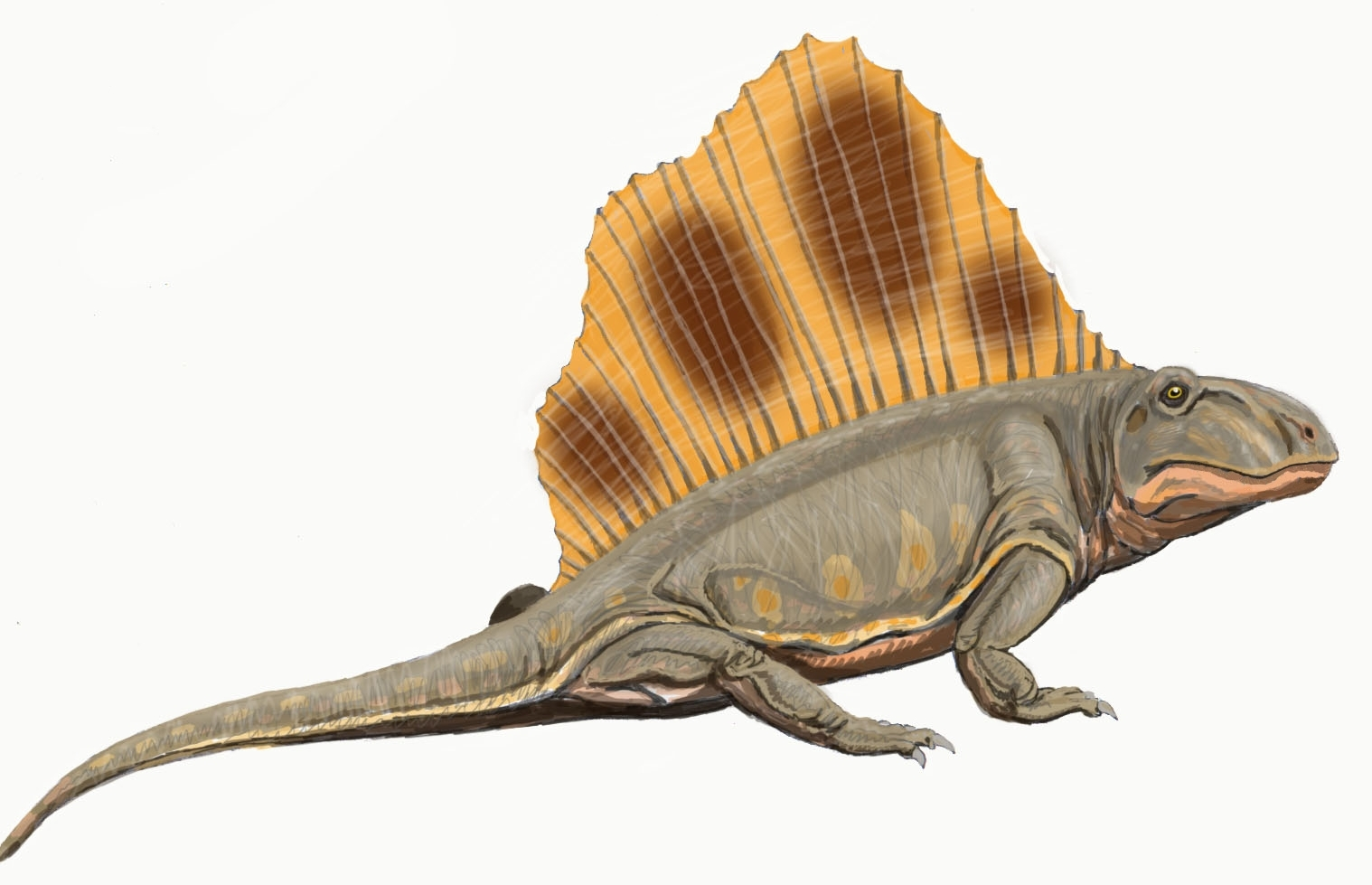
Реконструкція Dimetrodon loomisi

Внаслідок зникнення боліт різко скоротилась кількість амфібій, оскільки вони могли жити тільки поряд з водою (наприклад, амфібія-рептиліоморф сеймурія). Місце амфібій зайняли рептилії, оскільки вони були добре пристосовані до життя в сухому кліматі. Рептилії почали швидко збільшуватися в розмірі та чисельності, їм вдалося розселитися по всій суші, вони дали початок таким крупним наземним тваринам, як пелікозаври (наприклад, диметродони та едафозаври). Через холодний клімат у таких рептилій розвинувся парус, який допомагав їм регулювати температуру тіла.

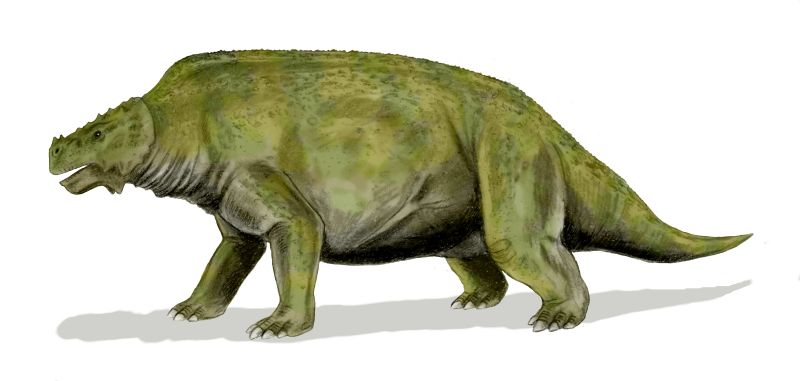
Реконструкція Scutosaurus karpinskii

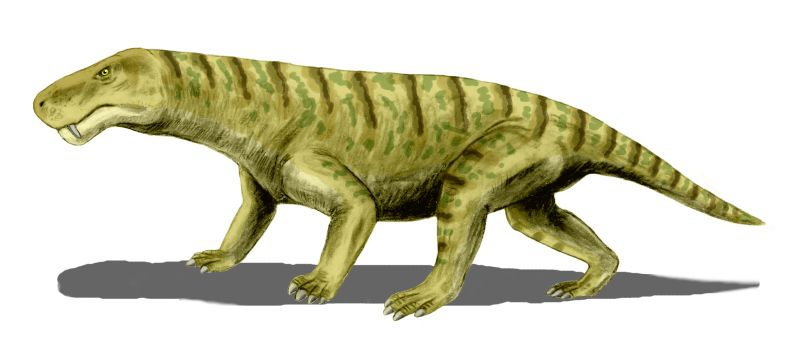
Реконструкція горгонопса іностранцевії

В епоху пізньої пермі утворився єдиний суперконтинент — Пангея. В місцях із особливо сухим та жарким кліматом почало утворюватися все більше пустель. В цей час пелікозаври дали початок терапсидам — звіроподібним ящерам. Вони відрізнялися від своїх предків перш за все тим, що мали відмінну від них будову зубів; по-друге, ця група мала гладкі шкірні покриви (в процесі еволюції луска у них так і не розвинулася); по-третє, у деяких представників цієї групи розвинулися вібріси (а пізніше і шерстяний покрив). Ряд терапсид вміщав як кровожерних хижаків (наприклад, горгонопси), так і рослиноїдних тварин, що риють нори (наприклад, дііктодона). Крім терапсид на суші мешкали і представники сімейства Pareiasauria, наприклад, покритий товстою бронею скутозавр.

## Пермське вимирання
У пермському геологічному періоді, що тривав 46 млн років, з 298 по 252 млн років тому, північну півкулю вкривають хвойні, а південну — листяні (подібні до ґінкго білоба) голонасінні. Клімат став набагато сухішим, що призвело до скорочення площі прибережних зон з густою рослинністю і збільшення площі пустель. Серед летючих комах уперше з'являються представники найбільш успішного ряду — жорсткокрилі. Води Світового океану населяють найрізноманітніші форми риб, молюсок, голкошкірих, ракоподібних, брахіопод, колоніальних поліпів та інших безхребетних.
Пермський період і палеозойська ера загалом закінчується найбільшим масовим вимиранням видів в історії планети — пермсько-тріасовим. Безповоротно вимерло приблизно 60 % видів, що населяли тоді планету; за іншими підрахунками до 96 % видів морської фауни. Найменше постраждали від цього вимирання комахи. Згідно оцінки знахідок в осадових товщах ця подія тривала не більше 1 млн років; за іншими підрахунками не більше 60 тис. років. Таке вимирання стало справжнім «пляшковим горлом» для біорізноманіття планети. Масові вимирання як криза розвитку для таких великих систем як земна біосфера є цілком закономірним етапом еволюції. Хоч окрім суто внутрішніх системних факторів, причинами можуть слугувати також фактори планетарного і космічного масштабів, принаймні слугувати тригером такого механізму. На кінець пермського періоду припадає активізація вулканізму Сибірської трапової провінції, коли на площі 1,6 млн км² (це майже втричі більше за площу України) безперервно виливається базальтова лава. Внаслідок чого в атмосфері Землі дуже швидко зростає концентрація парникових газів, починається глобальне потепління. Середня температура морської води становила 38–40 °C (45 °C — критична температура для денатурації більшості білків тварин і рослин), тобто морська біота могла вижити лише в полярних областях. Води Світового океану насичуються вуглекислотою як напряму, так і внаслідок підвищення розчинності зі зростанням температури, що катастрофічно позначилось на карбонатних кістяках організмів. Токсичний сірководень з вулканічних випаровувань напряму вбивав живі організми. У морській воді він спершу вбивав зоопланктон, після чого фітопланктон неконтрольовано розмножувався допоки вистачало розчиненого кисню. Після масового відмирання фітопланктону залишки кисню витрачаються на окиснення його органічних решток. Безкисневий Світовий океан простежується у відкладах цього періоду. Розквітають біоценози анаеробних бактерій, особливо сульфатредукуючих, що через позитивний зворотній зв'язок підтримують такий розвиток подій, бо побічним продуктом їхньої життєдіяльності виступає сірководень. Для розвитку такого катастрофічного автокаталітичного процесу достатньо було трохи змістити пропорційне співвідношення концентрації окремих речовин у навколишньому середовищі.
Існує також версія позаземної причини, через падіння одного або декількох метеоритів, або зіткнення Землі з астероїдом діаметром в декілька десятків кілометрів (одним з аргументів на користь цієї теорії є наявність 500-км кратера в районі Землі Вілкса.
Закінчення пермського періоду й велике вимирання ознаменовує закінчення палеозойської ери й тривалий, впродовж мільйонів років, період відновлення біосфери. Для морської біоти, біорізноманіття якої впродовж палеозойської ери залишалось доволі стійким (навіть з огляду на ордовицьке й девонське масові вимирання), розпочинається новий етап еволюції, який характеризується сталим збільшенням кількості таксонів впродовж мезозою і кайнозою. Вдалого пояснення цього емпіричного факту допоки не було запропоновано. Атмосферний кисень витратився на окиснення вулканічних порід, газів й мертвої органіки, його концентрація в тріасовому періоді впала до 10—15 %. З поверхні планети щезли лісові біоценози. Найхарактернішим наземним хребетним раннього тріасу були звіроподібні рептилії розміром із собаку — лістрозаври. До середини тріасу спустошені моря опановують водні рептилії, у повітрі з'являються — двокрилі комахи. На кінець періоду припадає радіаційна еволюція наземних рептилій: черепахи, крокодили, птерозаври, динозаври. Упродовж мезозойської ери біота планети набуває повністю сучасних рис: ссавці з'являються в тріасовому, птахи — в юрському, квіткові рослини — в крейдовому періоді.

### Мезозойська ера

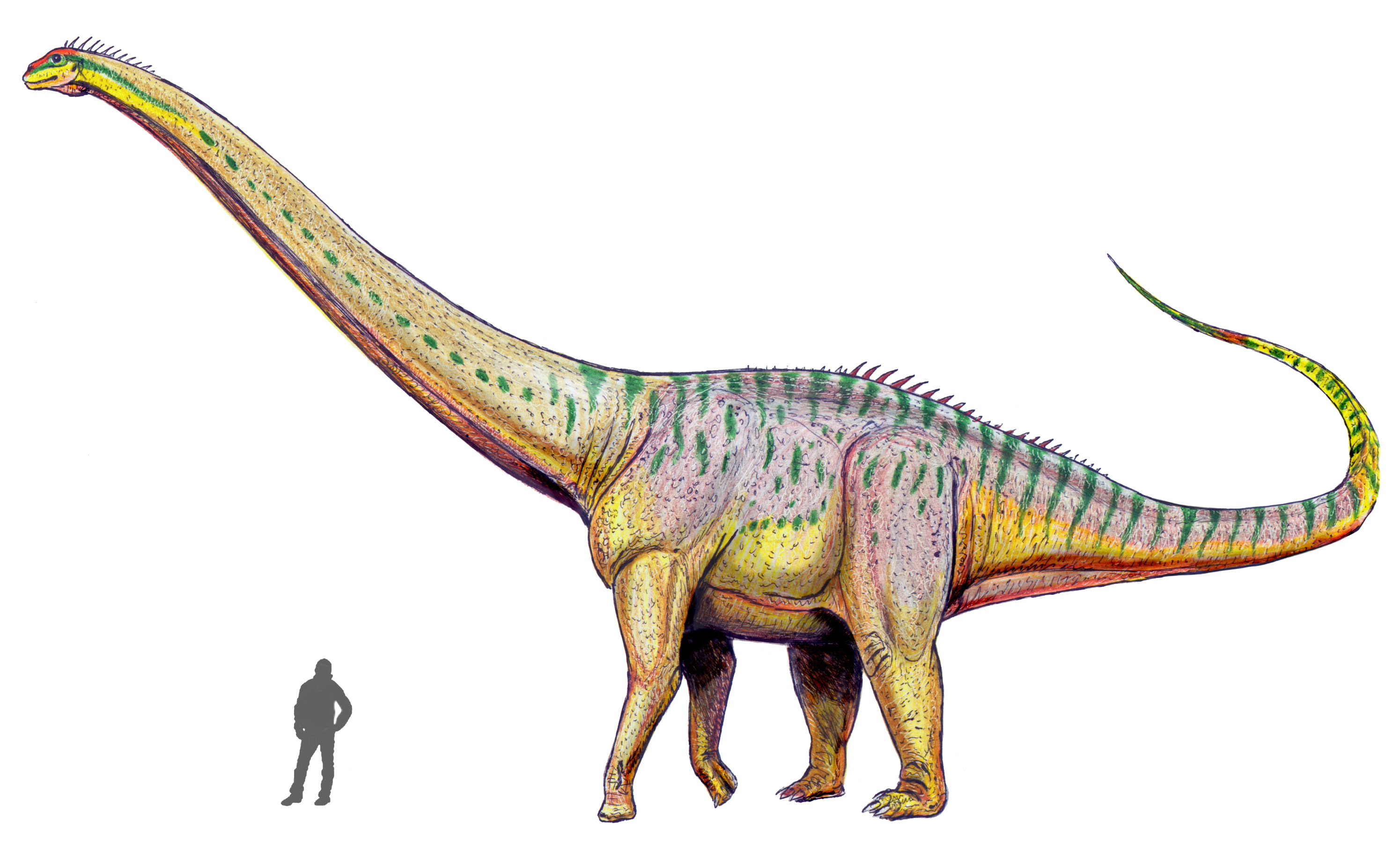
Реконструкція Amphicoelias altus

Під час мезозою на Землі мешкали різноманітні химерні організми. Найвідоміші з них — динозаври. Вони домінували протягом 160 млн років на всіх континентах. Вони мали найрізноманітніші розміри: від зовсім крихітного мікрораптора, який досягав всього 70 см в довжину і ваги 0,5 кг, до гігантського амфіцеліаса, що досягав у довжину 50 метрів, а маси 150 тон. В той час на Землі була велика різноманітність форм життя, які продовжували еволюціонувати і вдосконалюватися.

#### Тріасовий період

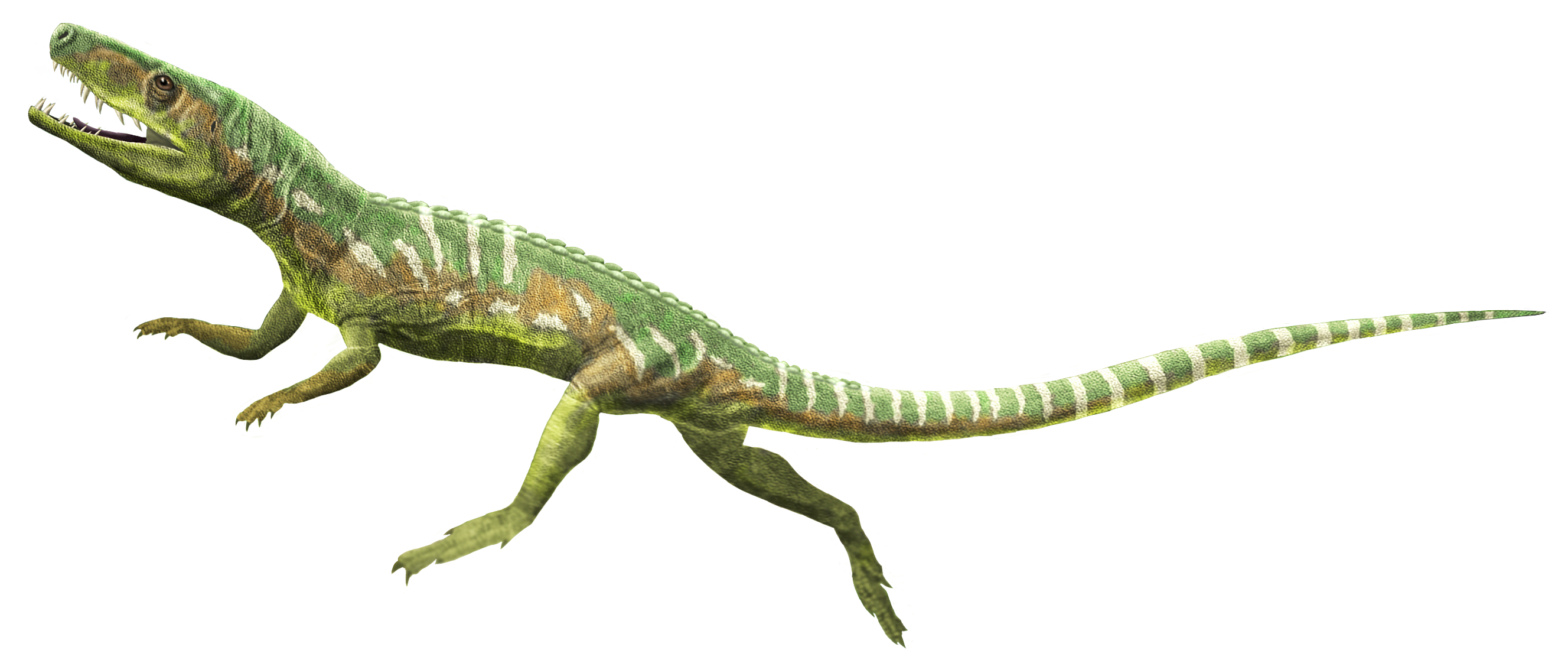
Реконструкція Euparkeria capensis

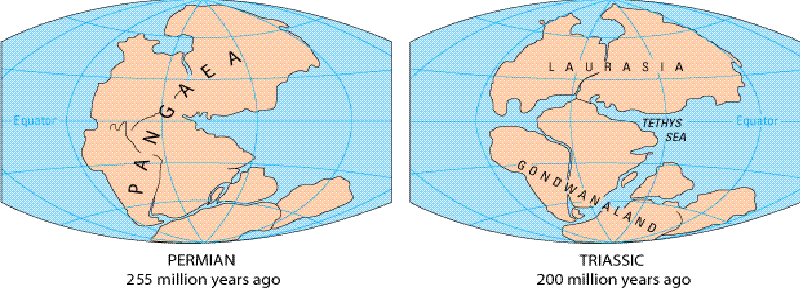
Суперконтинент Пангея (зліва) у пізньому пермському періоді розколовся на два дрібніших — Лавразію та Гондвану (справа)

Охоплює часовий проміжок 248—206 млн років тому. На початку тріасового періоду життя на планеті продовжувало повільно відновлюватися після масового вимирання видів у кінці пермського періоду. Клімат більшої частини земної кулі був жарким і сухим, але достатня кількість опадів цілком могла забезпечити доволі велику різноманітність рослин. Найбільш поширеними в тріасі були примітивні хвойні, папороті та гінкгові, викопні залишки яких зустрічаються у всьому світі, навіть у полярних областях Землі.
Тварини, які пережили пермське масове вимирання видів, опинилися в дуже виграшній ситуації — адже на планеті майже не залишилось ні їхніх харчових конкурентів, ні великих хижаків. Чисельність рослиноїдних рептилій почала швидко зростати. Те ж саме відбулося і з деякими хижаками. Невдовзі більшість тварин дали початок численним новим і незвичайним видам рептилій. В ранньому тріасовому періоді деякі рептилії повернулися жити у воду; від них пішли нотозаври та інші напівводні істоти.
На початку тріасового періоду жив і можливий предок динозаврів — еупаркерія. Характерною особливістю еупаркерії від інших ящірок було те, що вона могла вставати і бігати на задніх лапах.
В пізньому тріасовому періоді (227—206 млн років тому) на Землі відбулися події, які визначили розвиток життя протягом усієї наступної частини ери динозаврів. В результаті розколу гігантського суперконтинента Пангеї утворилось декілька материків. Аж до пізнього тріасу на суші панували звіроподібні (терапсиди) рептилії, представлені, наприклад, плацеріасом і листрозавром, а також декілька інших груп химерних плазунів, до яких відносилися таністрофей та протерозух. Але за порівняно короткий час чисельність терапсид сильно скоротилася (за винятком групи цинодонтів, які дали початок ссавцям). Їхнє місце зайняли рептилії — архозаври, три основні групи яких незабаром стали панівними. Цими групами тварин були динозаври, птерозаври і крокодилоподібні рептилії. Швидко еволюціонували і морські рептилії, предки гігантських іхтіозаврів.
Кінець тріасового періоду відзначило нове масове вимирання видів, як і аналогічна подія в кінці пермі. Його причини залишаються загадкою. Свого часу вчені пов'язували його з падінням на Землю астероїда, який залишив після падіння величезний кратер Манікуаган (Канада) діаметром 100 км, але, як виявилося, ця подія відбулася набагато раніше.

#### Юрський період
Охоплює проміжок часу 206—144 млн років тому. В ранньому юрському періоді (206—180 млн років тому) клімат на Землі став теплішим і вологішим. В приполярних районах піднялися хвойні ліси, а тропіки покрилися заростями хвойних рослин, папоротей і саговників. В міру того, як континенти повільно розходилися, в деяких низинних куточках планети формувався мусонний клімат; утворилися великі річкові басейни, які регулярно затоплювалися водою. В ранньому юрському періоді динозаври і птерозаври швидко збільшуються у розмірах, стають численнішими і різноманітнішими та починають розселятися по всій земній кулі. Не відстають від них і морські рептилії (іхтіозаври та плезіозаври), а також молюски (наприклад, амоніти).
У середньому і пізньому юрському періоді (180—144 млн років тому) клімат в деяких тропічних частинах світу став сухішим. Можливо, зміна клімату і була причиною того, що численні динозаври почали швидко перетворюватися у справжніх гігантів. Серед рослиноїдних динозаврів — завропод — з'являються диплодоки, брахіозаври та інші, а серед хижаків — теропод — величезний алозавр. Але по суші бродили і представники інших груп динозаврів (наприклад, стегозаври та отніелія). Крилаті птерозаври були представлені як рибоїдними видами (наприклад, рамфоринхом), так і крихітними комахоїдними рептиліями (наприклад, анурогнатом).
Теплі юрські моря рясніли планктоном, який був кормом лідзихтісові та іншим великим рибам. Хижі плезіозаври були представлені довгошиїм криптоклідом та гігантським ліоплевродоном; у мілководних морях полювали прадавні морські крокодилоподібні (наприклад, метріорінх).

#### Крейдовий період
Охоплює часовий проміжок 144—65 млн років тому. В крейдовому періоді клімат на планеті, як і раніше, залишався теплим; завдяки великій кількості сезонних дощів майже вся земна куля — від екватора до приполярних областей — була покрита пишною рослинністю. В пізньому юрському періоді з'явилися звичні сьогодні квіткові (покритонасінні) рослини, а в крейдовому періоді вони стали вже однією з панівних груп рослин на планеті. В кінці крейдового періоду квіткові витіснили у багатьох регіонах хвойні, папороті та саговники, заявивши свої права на панівне положення у світі рослин, які вони остаточно затвердять в кайнозойську еру.
В результаті розходження континентів утворювались все нові протоки, моря і океани, які ускладнювали вільне переміщення тварин по планеті. Поволі на континентах почали з'являтися власні види рослин і тварин.

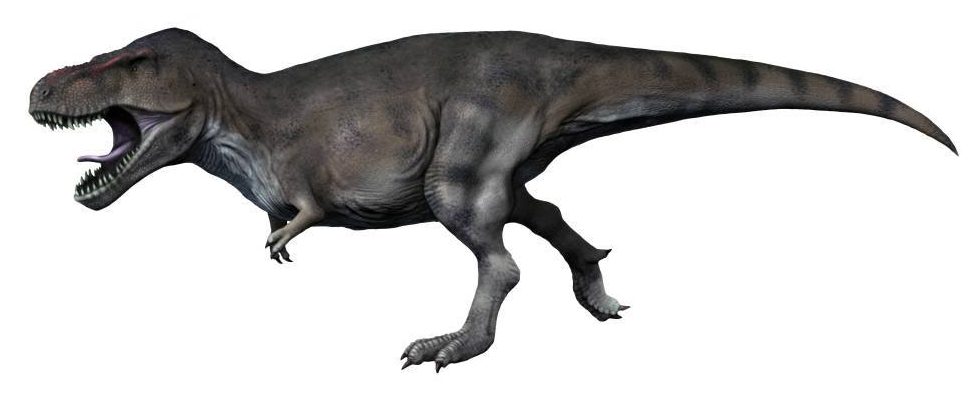
Одна з реконструкцій Tyrannosaurus rex

Крейдовий період був епохою гігантів. В Південній Америці жили аргентинозаври — найбільші наземні тварини, які коли-небудь мешкали на Землі, а у Північній Америці — величезні хижі тиранозаври і рогаті торозаври. Серед динозаврів з'явилися і спеціалізовані види; велоцираптор і протоцератопс, наприклад, пристосувалися до життя серед піщаних дюн монгольських пустель, а лелінозавр — у південній полярній області. Ссавці (наприклад, дидельфодон), як і раніше, не відігравали в житті планети якоїсь суттєвої ролі; вони залишалися невеликими тваринами, але їхня чисельність (особливо до кінця крейдового періоду) почала помітно збільшуватися.
Великі зміни відбулися і в морях. Їхні колишні володарі (іхтіозаври і пліозаври) поступилися місцем швидким хижим рибам (наприклад, ксіфактинові) і мозазаврам — новій групі гігантських рептилій, яка включала, наприклад, тилозавра.
Збільшилися розміри крилатих ящерів птерозаврів. Орнітохейрус, птеранодон і великі птерозаври долали по повітрю величезні відстані і, можливо, навіть перелітали з континенту на континент. У повітрі літали примітивні птахи (наприклад, іберомезорніс); деякі морські пернаті (як, наприклад, гесперорніс) літати не вміли, але мали величезні розміри. Кінець крейдового періоду (приблизно 65 млн років тому) був відмічений новим масовим вимиранням видів, яке стерло з лиця Землі близько 40 % від усіх існуючих в той час сімейств тварин. Зникли птерозаври, амоніти і мозазаври, але найбільш знаменитими жертвами цієї катастрофи були, звичайно ж, динозаври. Ледь оговталися після цього випробування і багато інших груп живих істот.

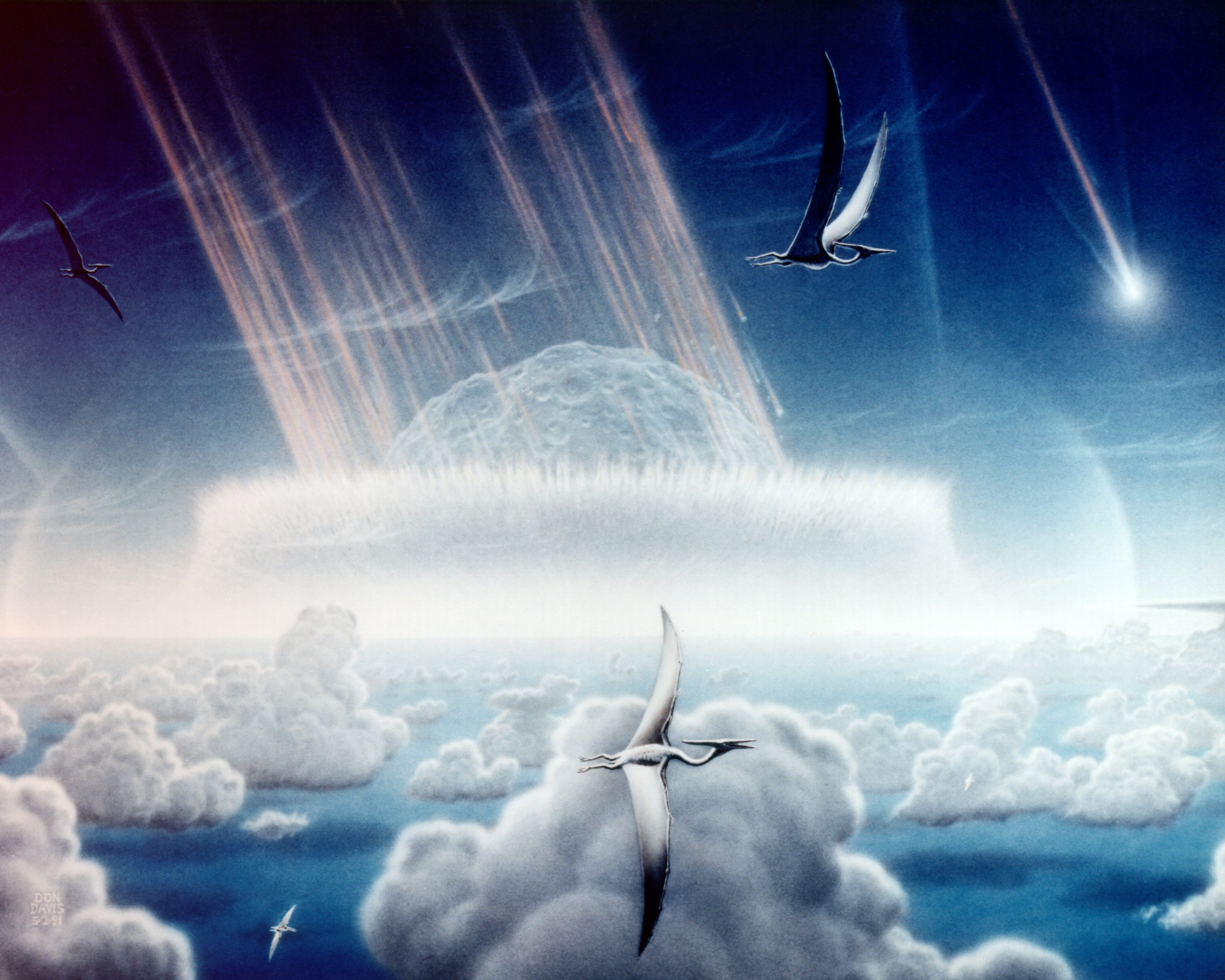
Падіння метеорита 65 млн років тому в уяві художника

Питання про причини масового вимирання видів у кінці крейдового періоду і досі викликає серед вчених гарячі суперечки. Ось декілька версій, які мають найбільшу кількість прихильників:
1. Найбільше прихильників (і підтверджень) має теорія зіткнення Землі з гігантським астероїдом. Зіткнення відбулося на території півострова Юкатан у Мексиканській затоці. Астероїд мав діаметр близько 10 км (його довжина була настільки великою, що коли одна його частина торкнулася води в затоці, то інша знаходилася ще у верхніх шарах атмосфери), і після його падіння утворився кратер діаметром 160 км. Однак, все ж не усі вчені вірять, що навіть таке сильне зіткнення могло знищити стільки видів тварин за такий короткий час.
2. Деякі вчені підтримують теорію про міграцію хвороб: через падіння рівня океану 65 млн років тому утворилися деякі сухопутні переправи з материка на материк. Тварини почали перебиратися з материка на материк, а разом ними і їх паразити та хвороби. Оскільки імунітет тварин з одного материка не пристосований до хвороб та паразитів із іншого, то навіть не смертельна хвороба для тварин, наприклад, з Азії, може виявитися смертельною для тварини, наприклад, з Америки. Через це почалися масові епідемії. В Азію мігрували, наприклад, круглі черви, а в Америку — ехінококи. Але, знову ж таки, можливість вимирання стількох видів тварин через міграції паразитів вкрай мала — незабаром тварини пристосувалися б до хвороб.
3. Можливо, крейдово-палеогенове вимирання пов'язане із підвищеною вулканічною активністю. В деяких місцях земної кулі 65 млн років тому відбулися масові виверження. Потужні потоки лави виривалися, наприклад, із величезних вулканів на Індостані. Потоки лави знищували на шляху всіх тварин та місця їхнього проживання. Ще небезпечнішими були отруйні гази, що виривалися із вулканів. Вони призводили до загибелі динозаврів.
4. Наша планета рухається в космосі разом з галактикою Чумацький Шлях. Існує теорія, що Земля і Сонячна система час від часу потрапляють в області космосу, де дуже багато маленьких і великих метеоритів. Можливо, саме 65 млн років тому дещо подібне і трапилося, і тоді на Землю полилися величезні метеоритні потоки. Деякі метеорити були настільки великими, що не згоряли в атмосфері та вріза́лися у Землю. Однак, палеонтологи вважають цю теорію малоймовірною.Наднова зірка

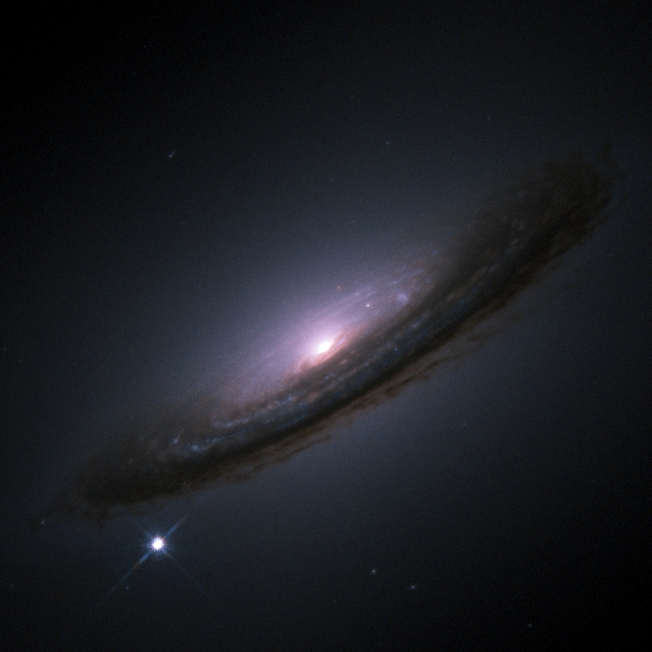
Наднова зірка

5. Деякі вчені вважають, що 65 млн років тому на відстані приблизно 200—300 світлових років від Землі вибухнула наднова зірка. Такі зорі накопичують у собі величезну кількість енергії та, не витримуючи власного тиску, вибухають. Енергія від вибуху може поширюватися на сотні світлових років[155]. Можливо, в момент вибуху відбувся такий викид енергії, що «спалив» озоновий шар в атмосфері Землі. Після цього перешкод для сонячної радіації більше не було, і вона почала вражати клітини рослин та тварин.
6. Багато хто з палеонтологів також вважає, що жодна з вищенаведених теорії не може пояснити загибель стількох видів живих істот. Вони вважають, що тільки разом всі ці катастрофи здатні набрати достатньої сили, щоб викликати масове вимирання видів: спочатку підвищилась вулканічна активність на планеті, що могло викликати падіння рівня океанів, яке призвело до масових епідемій, потім поряд із нашою галактикою вибухнула наднова, внаслідок чого згорів озоновий шар, і, нарешті, Земля потрапила в область із величезною кількістю метеоритів і зазнала великої кількості зіткнень з дрібними і, нарешті, з одним величезним, що призвело до кінця динозаврів та багатьох інших тварин.

Існують також інші теорії, що стосуються крейдово-палеогенового вимирання, але їх притримується лише невелика кількість вчених.
Але, зрештою, 65 млн років тому на зміну мезозойській ері — «віку рептилій» — прийшла кайнозойська ера — «вік ссавців».

### Кайнозойська ера
Масове вимирання видів 65 млн років тому відмітило початок нової — кайнозойської ери, яка триває і сьогодні. В результаті катастрофічних подій тих далеких часів з лиця нашої планети зникли всі тварини, за розміром більші, ніж крокодил. А вцілілі невеликі тварини опинилися з початком нової ери у зовсім іншому світі. В кайнозої продовжувався дрейф (розходження) континентів. На кожному з них формувалися унікальні спільноти рослин і тварин.

#### Палеогеновий період
Палеогеновий період — геологічний період, перший у кайнозої. Почався 65 млн років тому, закінчився — 24,6 млн років тому, тривав 40,4 млн років.
В палеогені клімат був рівномірним тропічним. Практично вся Європа була вкрита вічнозеленими тропічними лісами, і лише у північних областях росли листопадні рослини. У другій половині палеогену клімат стає більш континентальним, з'являються крижані шапки на полюсах.
У цьому періоді почався бурхливий розквіт ссавців. Після вимирання великої кількості рептилій виникли численні вільні екологічні ніші, які почали займати нові види ссавців. Були поширені яйцекладні, сумчасті та плацентарні. В лісах та лісостепах Азії виникла так звана «індрікотерієва фауна».
У повітрі панують віялохвості беззубі птахи. Широко поширені великі адаптовані до бігу хижі птахи (діатрими). Збільшується різноманітність квіткових рослин та комах.
У морях процвітають костисті риби. З'являються примітивні китоподібні, нові групи коралів, морських їжаків, форамініфери — нумулітіди сягають декількох сантиметрів у діаметрі, що дуже багато для одноклітинних. Вимирають останні белемніти, починається розквіт головоногих із редукованою раковиною, або зовсім без неї — восьминогів, каракатиць та кальмарів, які разом з белемнітами об'єднуються в групу колеоідей.

##### Палеоценова епоха
Охоплює проміжок часу 65—55 млн років тому.

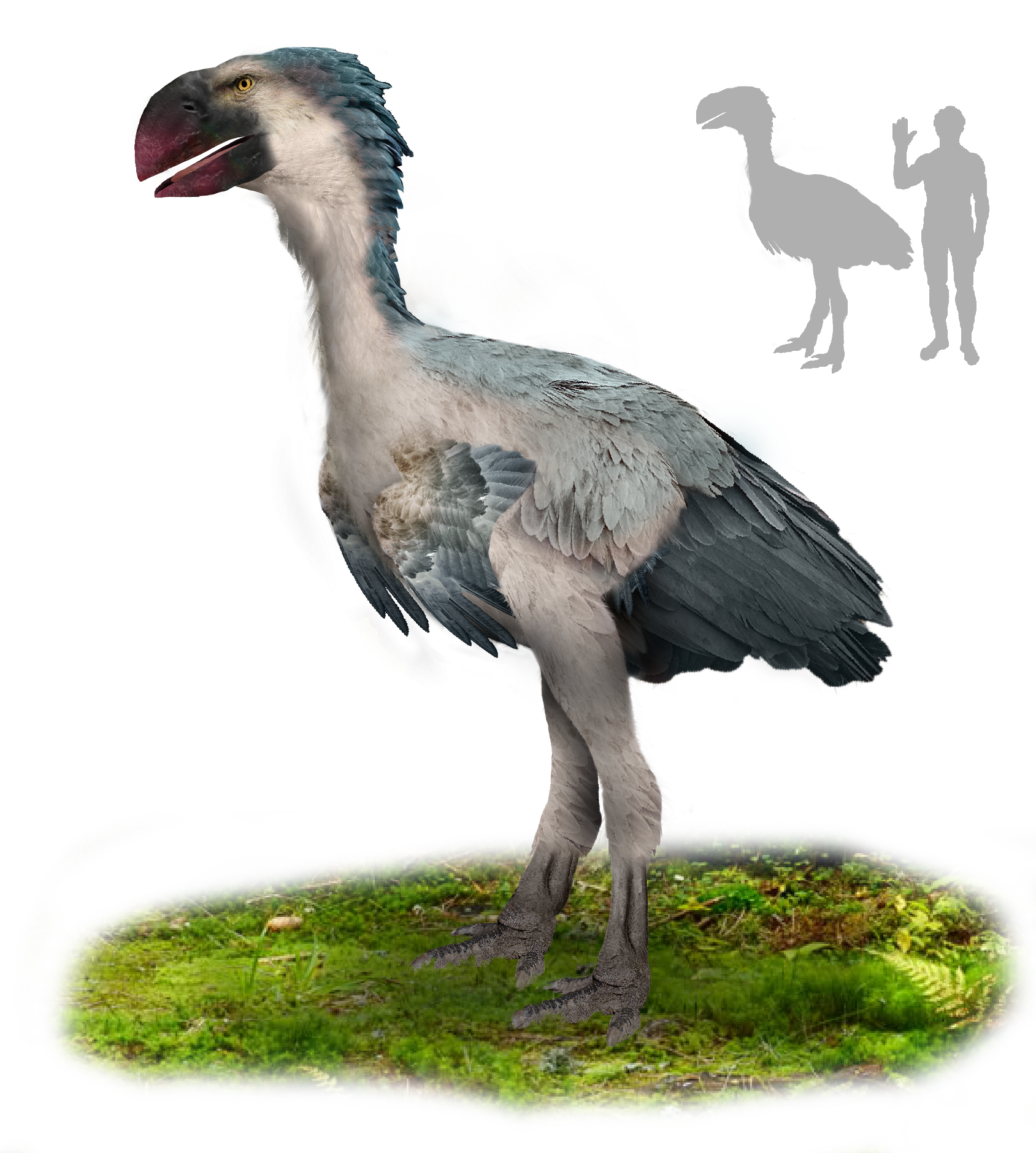
Реконструкція Gastornis giganteus

З настанням палеоцену спорожніла планета починає повільно відновлюватися від наслідків катастрофи. Першими досягли успіху в цьому рослини. Всього через декілька сотень тисяч років значна частина земної суші покрилася непрохідними джунглями і болотами; густі ліси зашуміли навіть у приполярних областях Землі. Тварини, які пережили масове вимирання видів, залишалися невеликими; вони спритно лавірували між стовбурами дерев і лазили по гілках. Найбільшими тваринами планети в той час були птахи. В джунглях Європи та Північної Америки, наприклад, полював хижак гасторніс, який сягав висоти 2,2 метрів.
Вимирання динозаврів дозволило ссавцям широко розселитися по планеті і зайняти нові екологічні ніші. В кінці палеоцену (близько 55 млн років тому) їхня різноманітність різко збільшилася. На Землі з'явилися предки багатьох сучасних груп тварин — копитних, слонів, гризунів, приматів, рукокрилих (наприклад, кажанів), китів, сирен. Потрохи ссавці починають підкорювати земну кулю.

##### Еоценова епоха

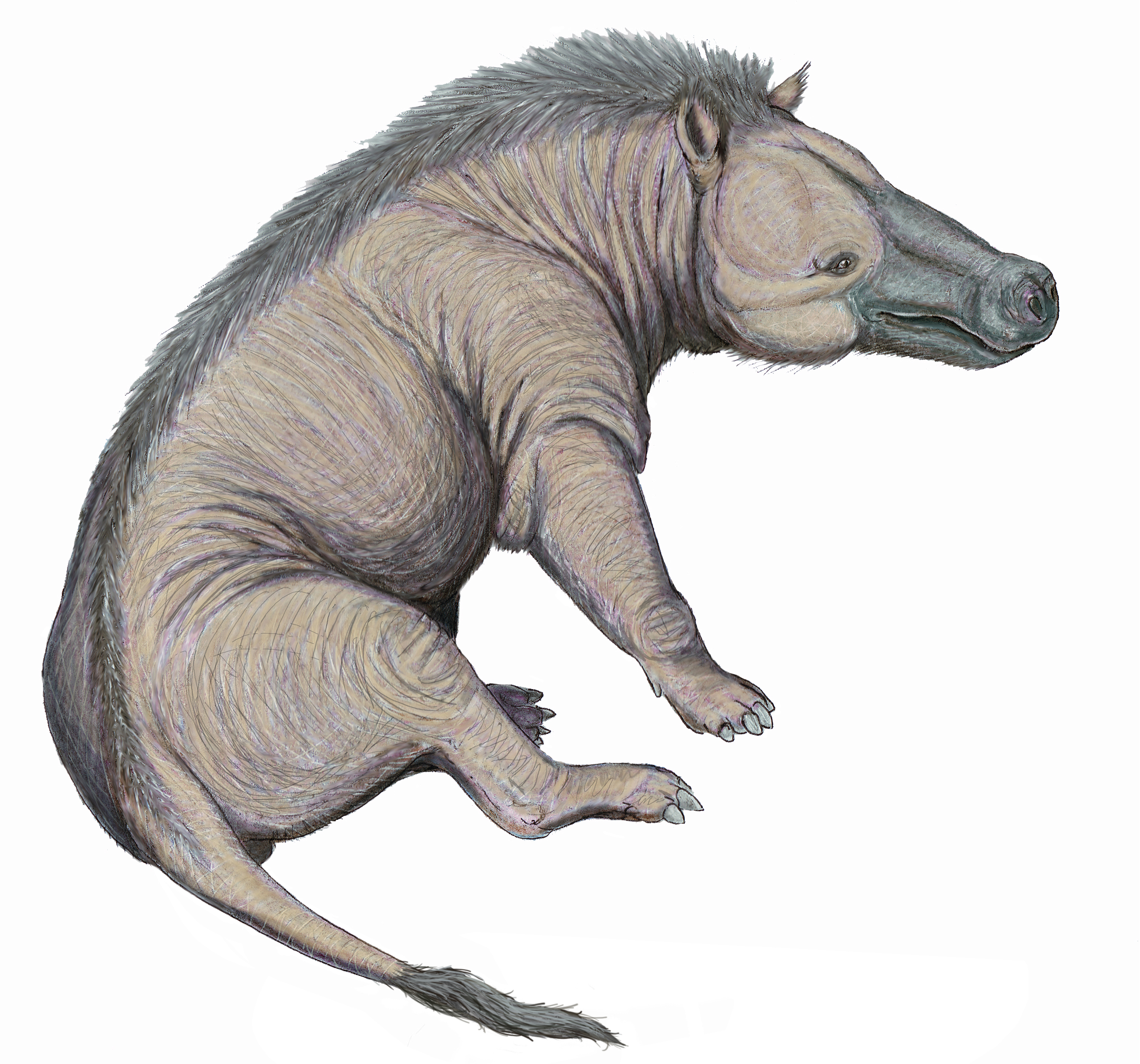
Реконструкція Andrewsarchus mongoliensis

Охоплює проміжок часу 55—34 млн років тому. На початку еоцену значна частина суші все ще була вкрита непрохідними джунглями. Клімат залишався теплим і вологим. По лісовій підстилці бігали примітивні ссавці (крихітний кінь пропалеотерій, лептиктидій та ін.). На деревах жила годіноція (один з найдавніших приматів), а в Азії мешкав амбулоцет — примітивний кит, що вмів ходити по суші.
Близько 43 млн років тому клімат на Землі став холоднішим та сухішим. На значній частині планети густі джунглі поступилися місцем рідколіссю та запиленим рівнинам. Життя на відкритій місцевості сприяло збільшенню розмірів ссавців.
Азія стала батьківщиною гігантських бронтотерій (наприклад, емболотерія) і масивних м'ясоїдних звірів (наприклад, ендрюзарха, який сягав у довжину 5,5 метрів). В теплих морях плавали примітивні кити (наприклад, базилозавр і дорудон), а на узбережжі Африки жили меритерій та чудернацький арсінотерій.
Близько 36 млн років тому почала замерзати розташована біля південного полюса Антарктика; її поверхня повільно покривалася величезними льодовими щитами. Клімат на планеті став холоднішим, а рівень води в океанах впав. У різних частинах світу сильно змінився сезонних ритм дощів. Численні тварини не змогли пристосуватися до цих змін, і всього через декілька мільйонів років приблизно п'ята частина всіх видів живих істот, які мешкали на Землі, вимерла.

##### Олігоценова епоха
Охоплює проміжок часу 34—–24 млн років тому. На початку олігоцену клімат на планеті був сухим та прохолодним, що сприяло утворенню відкритих рівнин, напівпустель та чагарникових заростей. В результаті зміни клімату в кінці еоцену багато давніх сімейств ссавців вимерли. Їхнє місце зайняли нові види звірів, у тому числі прямих предків деяких сучасних ссавців — носорогів, коней, свиней, верблюдів та кролів.

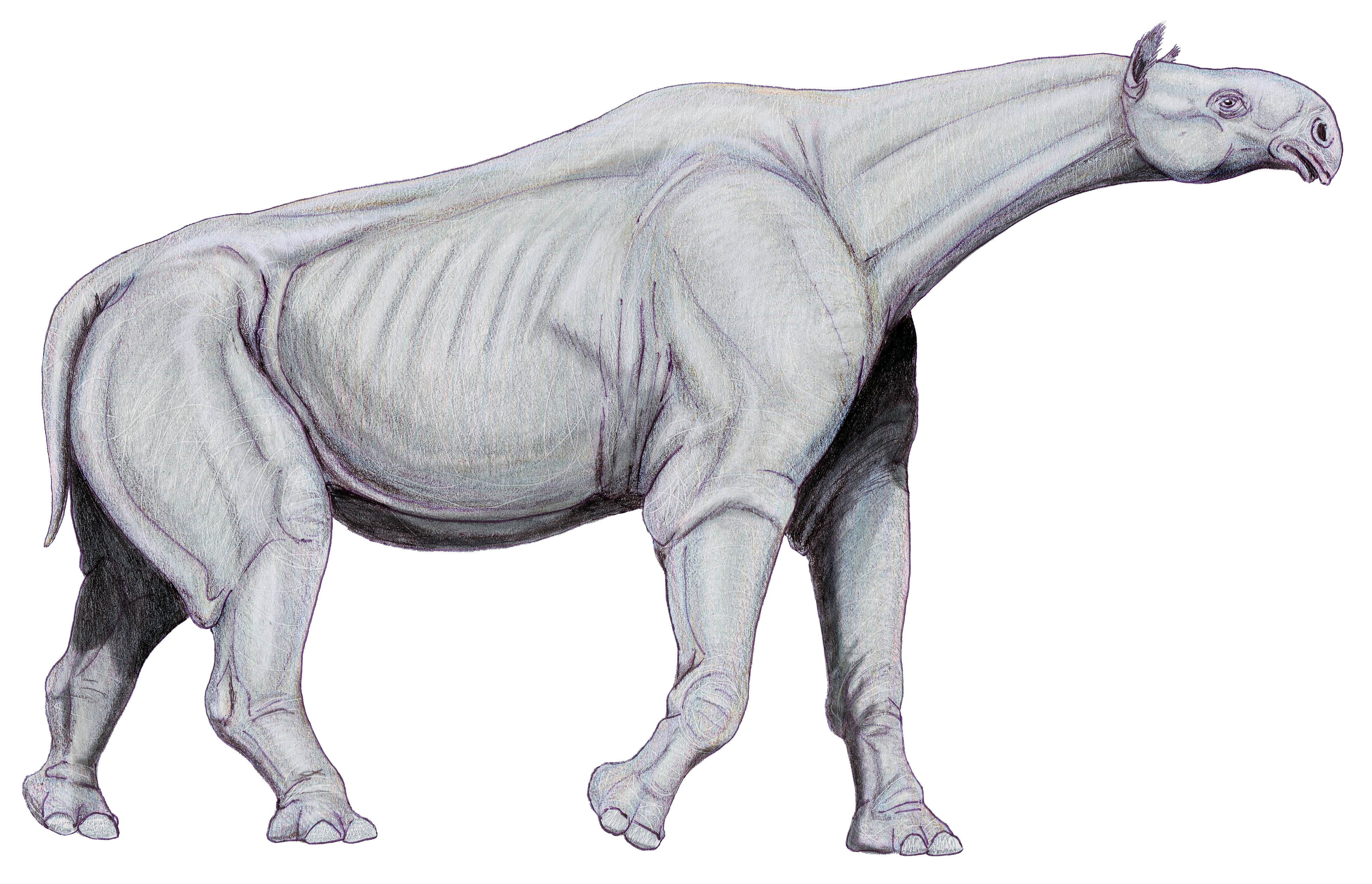
Реконструкція Indricotherium bugtiense

Серед ссавців продовжують з'являтися гігантські вегетаріанці (індрикотерії, наприклад, не поступалися за розмірами динозаврам — вони могли сягати 8 метрів у висоту і важити до 15 тон) і хижаки (такі як ентелодон та гієнодон).
В результаті розходження континентів Південна Америка та Австралія повністю відокремилися від іншого світу. З часом на цих «острівних» континентах сформувалася унікальна фауна, представлена сумчастими ссавцями та іншими тваринами.
Близько 25 млн років тому в Азії утворюються перші великі рівнини, порослі злаками — степи. З того часу злаки, які колись були несуттєвим елементом наземних ландшафтів, у багатьох частинах світу поступово перетворюються у панівний тип рослинності, що покрив зрештою п'яту частину поверхні суші.

#### Неогеновий період
Неогеновий період почався близько 25 мільйонів років тому, закінчився лише 2 мільйони років тому. Тривалість неогену — 23 мільйонів років. Ссавці освоюють моря та повітря — виникають кити та рукокрилі. Плацентарні витісняють на периферію решту ссавців. Фауна цього періоду стає все більше схожою на сучасну. Але є і відмінності — все ще існують мастодонт, гіпаріон, шаблезубий тигр. Великі наземні птахи відіграють велику роль, особливо в ізольованих, острівних екосистемах.

##### Міоценова епоха

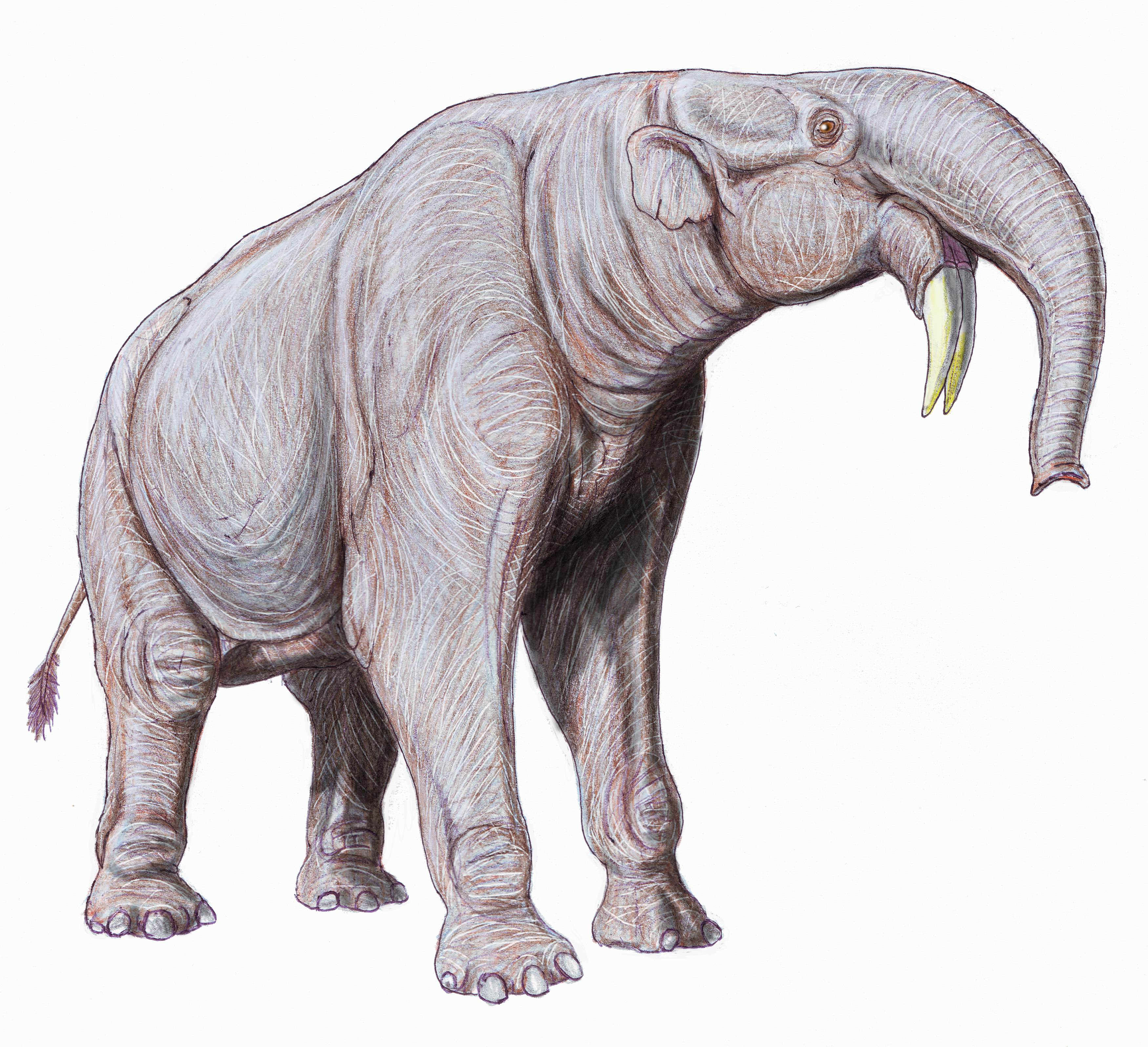
Одна з реконструкцій Deinotherium giganteum

Охоплює часовий проміжок 24—5 млн років тому. Чергування посушливих та дощових сезонів призвело до того, що в міоцені значна частина суші покрилася безкрайніми степами. Оскільки злаки та інші трави перетравлюються погано, у травоїдних ссавців сформувались нові типи зубів та змінився травний апарат, що дозволило їм вилучати з цього легкодоступного корму максимум поживних речовин.
Степи стали батьківщиною биків, оленів та коней. Чимало з цих тварин трималися стадами і кочували з місця на місце слідом за дощами. А за стадами травоїдних ішли слідом і хижаки.
Інші ссавці надавали перевагу общипуванню листя дерев та чагарників. Деякі з них (наприклад, дейнотерій та халікотерій) сягали дуже великих розмірів.
В міоцені утворилися численні гірські системи — Альпи, Гімалаї, Анди та Скелясті гори. Деякі з них стали настільки високими, що змінили характер циркуляції повітря в атмосфері і почали відігравати важливу роль у формуванні клімату.

##### Пліоценова епоха
Охоплює проміжок часу 5—2,6 млн років тому. В пліоцені клімат Землі став ще різноманітнішим. Планета поділилася на велику кількість кліматичних регіонів — від територій, покритих полярною кригою до жарких тропіків.
У порослих злаками степах кожного континенту з'являлися все нові види травоїдних тварин і хижаків, що полювали на них. В східній та південній частинах Африки густі ліси поступилися відкритим саванам, що змусило перших гомінід (наприклад, афарського австралопітека) спуститися з дерев і добувати корм на землі.
Близько 2,5 млн років тому південноамериканський континент, який приблизно протягом 30 млн років знаходився в ізоляції від іншого світу, зіткнувся з Північною Америкою. Із півночі на територію сучасної Аргентини проникли смілодони та інші хижаки, а гігантські дедікури, фороракоси та інші представники південноамериканської фауни перебралися в Північну Америку. Це переселення тварин отримало назву «Великий обмін».

#### Антропогеновий (четвертинний) період
Це найкоротший геологічний період, але саме в четвертинному періоді сформувалося більшість сучасних форм рельєфу і відбулося багато суттєвих подій в історії Землі (з точки зору людини), найважливіші з яких — льодовикова епоха та поява людини. Тривалість четвертинного періоду настільки мала, що звичні палеонтологічні методи відносного і ізотопного визначення віку виявилися недостатньо точними та чутливими. На такому короткому інтервалі часу використовується, перш за все, радіовуглецевий аналіз та інші методи, більшість з яких базується на розпаді короткоживучих ізотопів. Специфіка четвертинного періоду у порівнянні з іншими геологічними періодами спричинила появу особливої гілки геології — четвертинну.
Четвертинний період поділяється на плейстоцен та голоцен.

##### Плейстоценова епоха

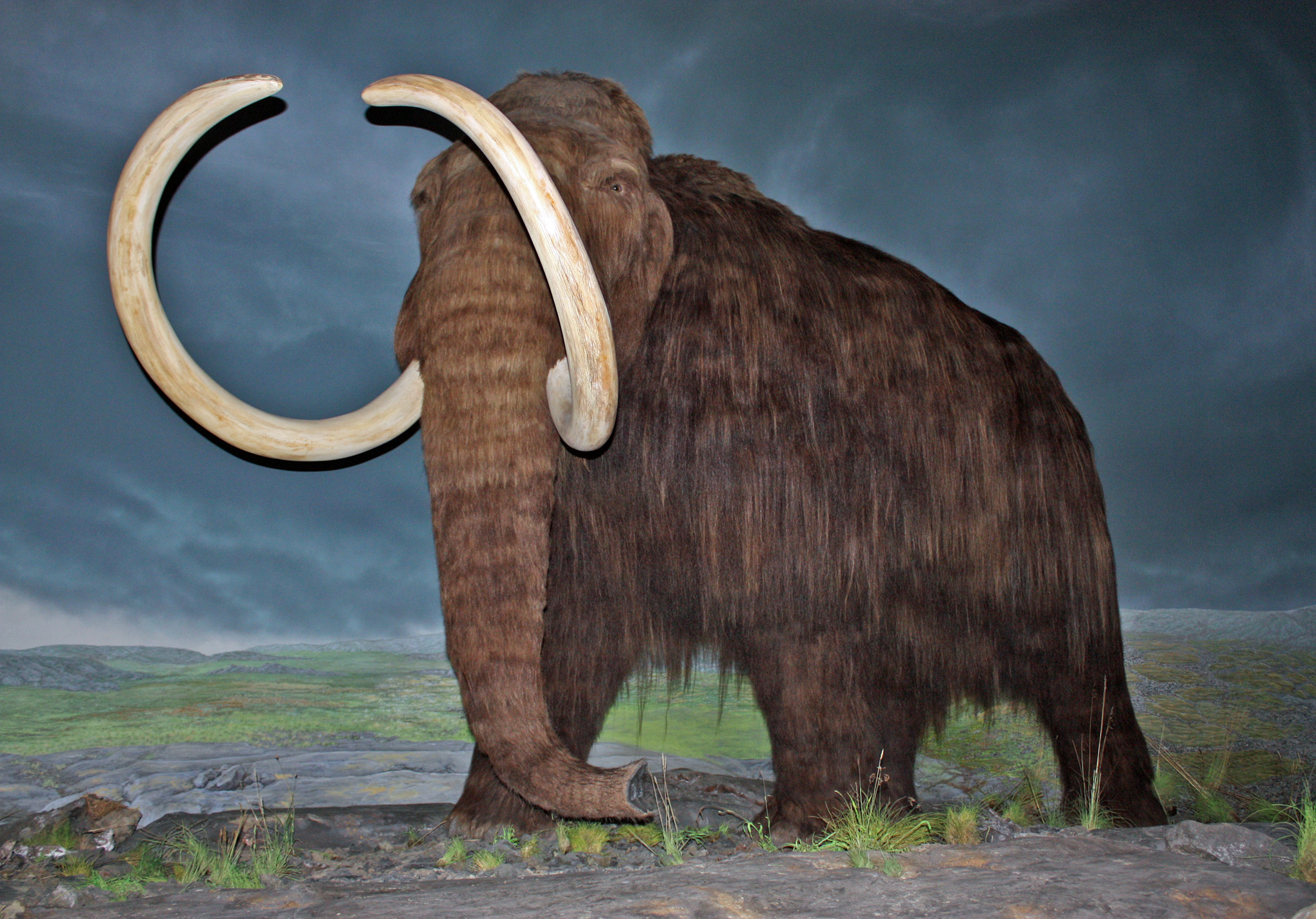
Реконструкція шерстистого мамонта в повному розмірі

Охоплює проміжок часу 2,6 млн—11,7 тис. років тому. На початку плейстоцену на Землі настав тривалий льодовиковий період. Протягом двох мільйонів років на планеті багатократно чергувалися дуже холодні та відносно теплі відрізки часу. В холодні проміжки, які продовжувалися приблизно 40 тисяч років, континенти покривалися льодовиками. У проміжках з теплішим кліматом (міжльодовикових) крига відступала, і рівень води в морях підіймався.
У багатьох тварин холодних регіонів планети (наприклад, у мамонта і шерстистого носорога) з'явився густий шерстистий покрив і товстий шар підшкірного жиру. На рівнинах паслися стада оленів та коней, на яких полювали печерні леви та інші хижаки. А близько 180 тисяч років тому на них почали полювати і люди — спочатку неандерталець, а потім і людина розумна.
Однак багато великих тварин не змогли пристосуватися до різких коливань клімату і вимерли. Близько 10 тисяч років тому льодовиковий період закінчився, і клімат на Землі став теплішим і вологішим. Це сприяло швидкому збільшенню чисельності людської популяції та розселенню людей по всій земній кулі. Вони навчилися обробляти землю і вирощувати культурні рослини. Спочатку маленькі сільськогосподарські общини розрослися, з'явилися міста, а всього через кілька тисячоліть людство перетворилося у світову спільноту, що використовує всі досягнення високих технологій. Проте багато видів тварин, з якими люди споконвіку ділили планету, опинилися на межі зникнення. Вчені все частіше говорять про те, що з вини людини на Землі розгорнулося нове масове вимирання видів.

##### Голоценова епоха

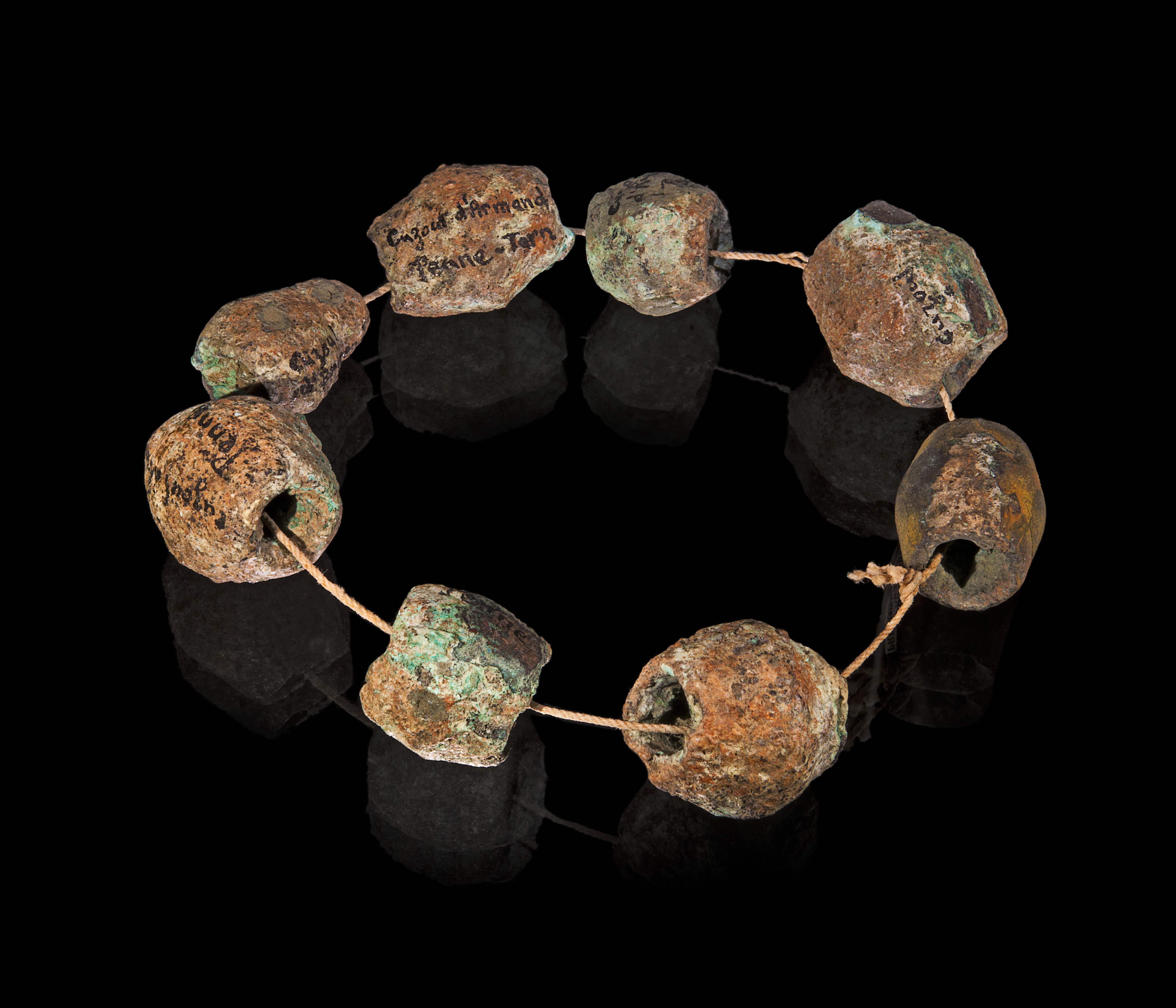
Бронзове намисто часів голоцену, музей в місті Тулуза, Франція

Охоплює проміжок часу від 11,7 тис. років тому і до наших днів. Життя тварин і рослин незначно змінювалось протягом голоцену, але є великі переміщення в їхніх розподілах. Багато великих тварин, зокрема мамонтів і мастодонтів, шаблезубих кішок (таких як смілодони та гомотерії) і гігантських лінивців почали вимирати з пізнього плейстоцену по ранній голоцен. В Північній Америці численні тварини, які процвітали в інших краях (як-от коні та верблюди), вимирали. Дехто пояснює скорочення американської мегафауни прибуттям предків американських індіанців, але все ж більшість вчених стверджують, що більший вплив мала зміна клімату.
Серед археологічних культур того часу можна назвати гамбурзьку культуру, культуру федермесер і натуфійську культуру. Виникають найдавніші міста світу, як наприклад, Єрихон на Близькому Сході.

## Поява еусоціальності
При розгляді важливих сходинок системного удосконалення живих істот на Землі особливо виділяють утворення еукаріотичних клітин і появу багатоклітинних організмів. Перший етап був наслідком об'єднання генетично різнорідних організмів (мітохондрії в клітинах тварин мають власну успадковану ДНК, відмінну від ядерної). Другий етап поєднував два шляхи, як об'єднання генетично різнорідних організмів у єдиний симбіотичний (наприклад, лишайники), так і більш еволюційно прогресивний — поєднання генетично однакових клітин в єдиний організм. Інший шлях потребував для окремих клітин спеціалізації для виконання суто специфічних функцій заради досягнення спільної мети, та певної «альтруїстичної поведінки» в передачі власної генетичної інформації тотожніми одиницями єдиного організму. Наступним етапом такого еволюційного розвитку після багатоклітинності стає поява соціальності. Коли шлях окремих клітин при утворенні багатоклітинних організмів торують вже окремі, але генетично подібні організми, що утворюють певні «соціальні організми». Головним елементом такої еволюції є система обміну сигналами. Найпростіша — хімічна, успадкована від організменної організації клітин. Так соціальні амеби обмінюються молекулами циклічного аденозинмонофосфату (цАМФ), на хімічному рівні залишається обмін інформацією і між рослинами.
Вищою формою соціальності виступає еусоціальність, коли представники одного виду, нащадки одного організму, утворюють різновікову групу організмів, які діють альтруїстично в ставленні один до одного й практикують розподіл праці. Як окремі клітини багатоклітинного організму, випадково відділені, не зможуть самостійно утворити новий життєздатний багатоклітинний організм, так і окремі організми такої еусоціальної групи вже не можуть існувати як представники біологічного виду самостійно, поза такою групою, яка виступає в ролі суперорганізму. Навзаєм такі соціальні організми отримують нові можливості, які вони не здатні досягти поза групою. Тобто таким суперорганізмам властиві емерджентні якості.
Терміти крейдового періоду є найдревнішими еусоціальними організмами, що присутні в сучасній біосфері. Проте присутність решток у нашаруваннях цього часу на різних континентах дозволяє віднести їхню появу до тріасового періоду (230 млн років тому). Тобто час, коли на спустошеній пермським масовим вимиранням Землі закладались нові екологічні ніші. Еусоціальність, як еволюційна перевага, дала змогу їм повністю перетворювати довкілля на захищене повністю пристосоване для існування середовище з власним мікрокліматом, газовим складом атмосфери, здатне продукувати поживу для вида-консумента майже на автотрофному рівні (технологічно складні ферми з вирощування грибів на підготовленому субстраті). Після розквіту термітів у мезозої на «квіткову революцію» припадає поява інших соціальних комах з отряду перетинчастокрилих: оси, мурахи, бджоли, джмелі. Загалом випадки появи еусоціальності частіше зустрічаються для комах — 13, ракоподібних — 3, ссавців — 3 (голий (Heterocephalus glaber) і дамарський землекоп (Fukomys damarensis), людина (Homo)). Деякі дослідники виявляють риси еусоціальності також в спільнотах строкатих вовків (Lycaon pictus) у Східній Африці і прерійних полівок у Північній Америці. Головною передумовою появи еусоціальності завжди виступає захищене житло, що дає можливість для розподілу життєвих функцій між окремими організмами в соціальній групі.

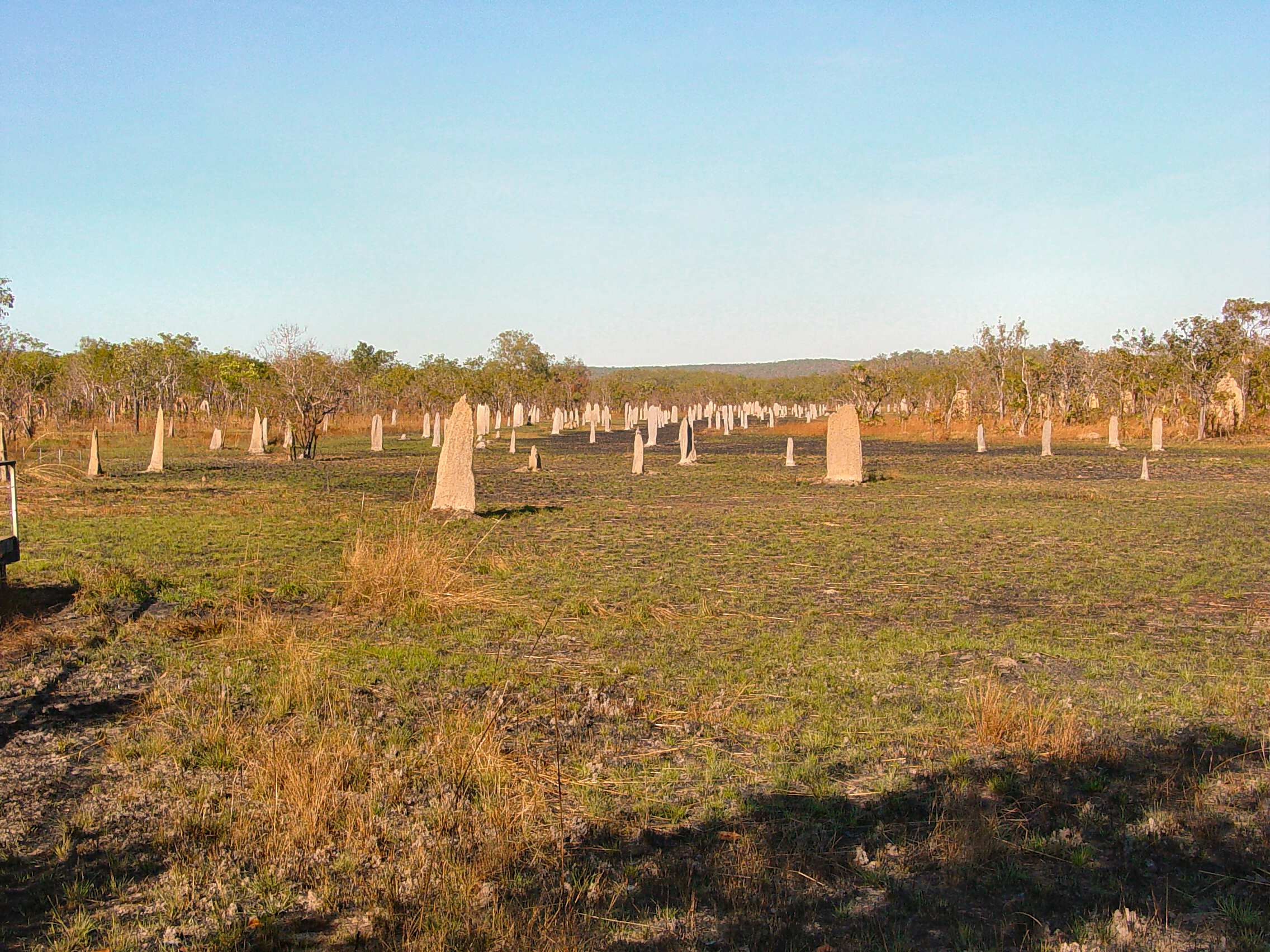
Термітники в Австралії
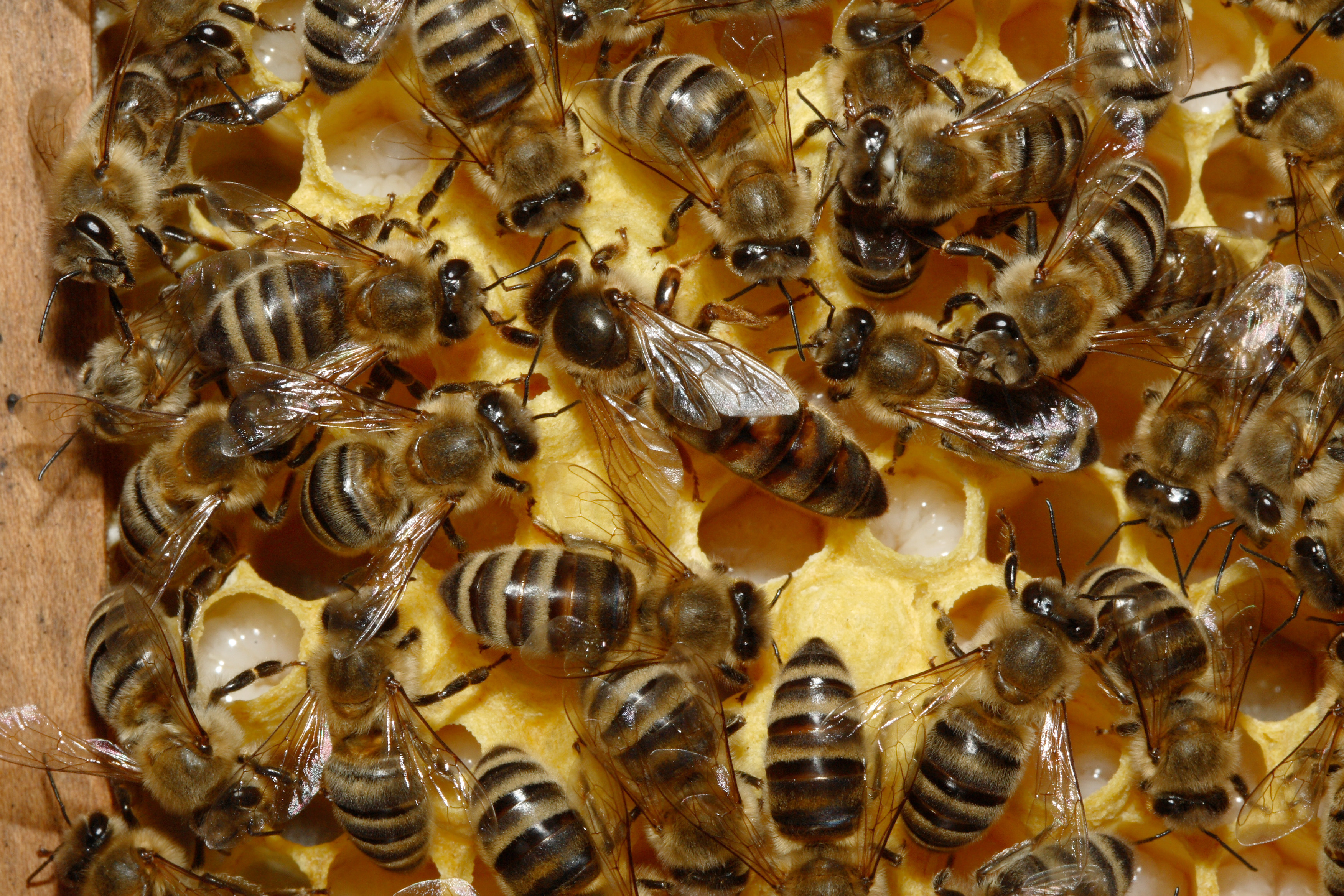
Бджолина сім'я
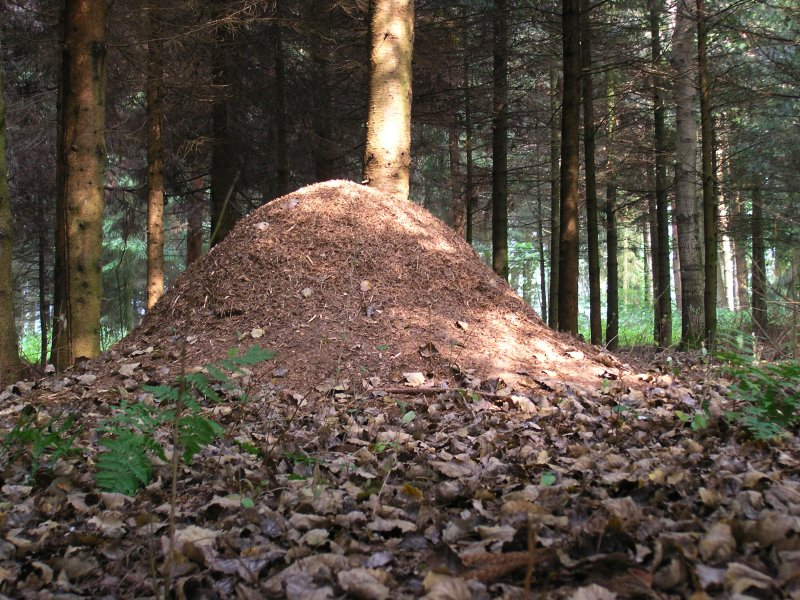
Мурашник у лісі
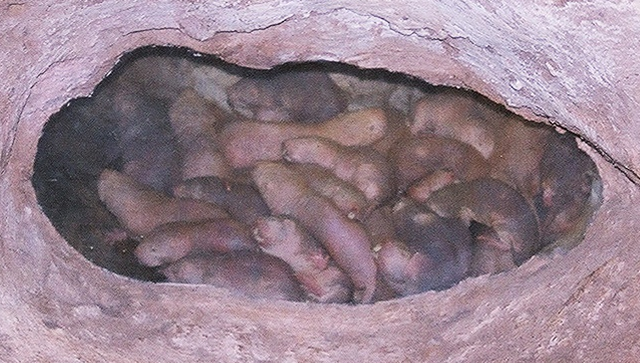
Гніздо голих землекопів
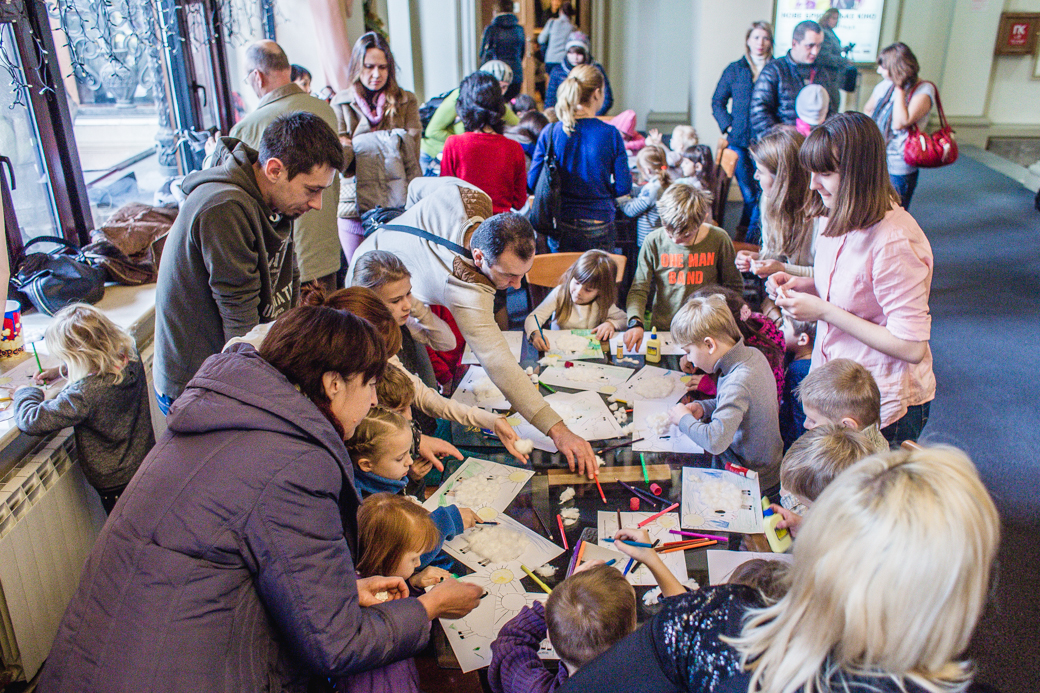
Соціалізаційна поведінка людей
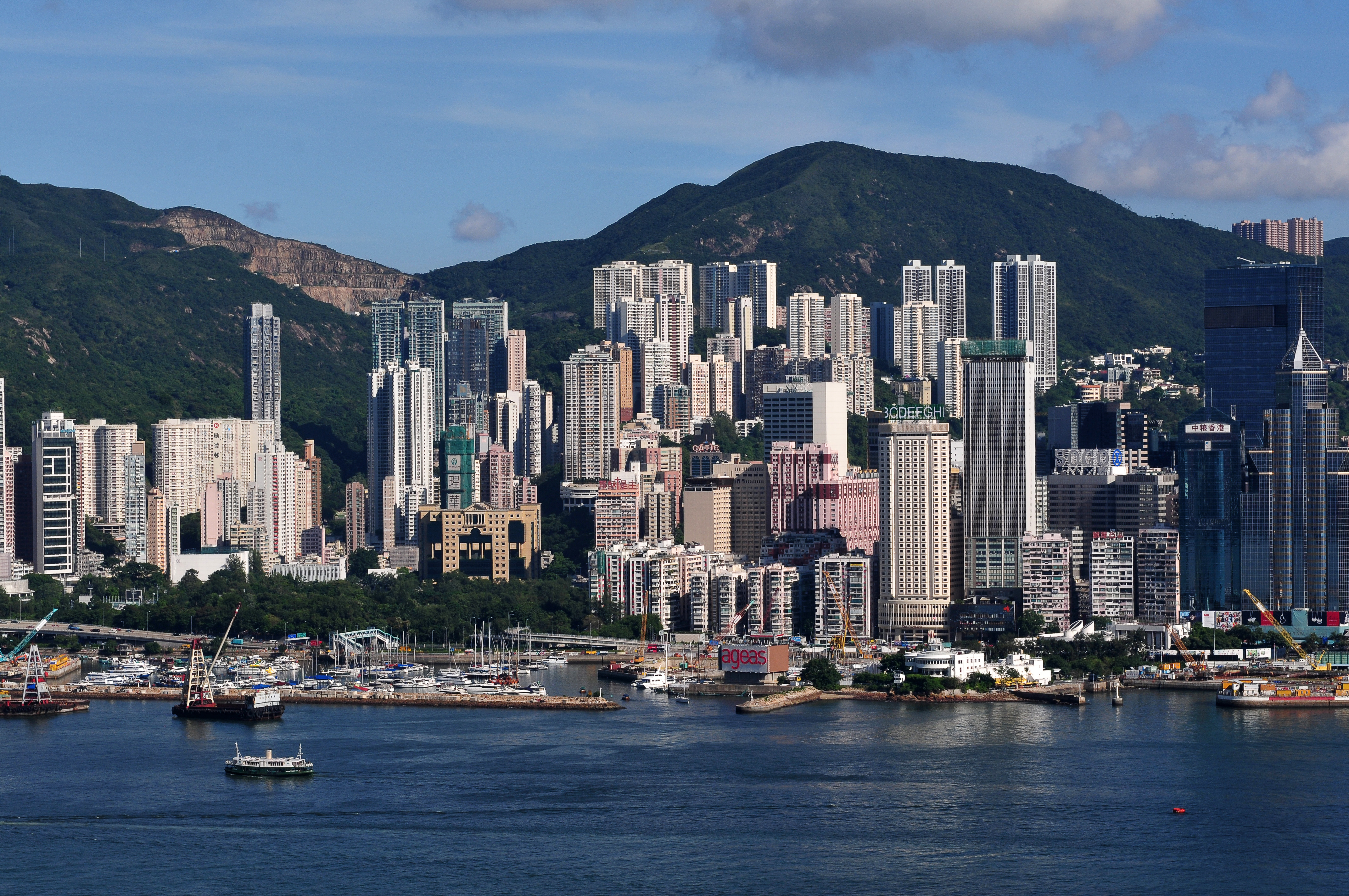
Місто Гонконг (Сянган)

Цікавою спільною рисою для евсоціальних ссавців виступає локалізація їхньої появи у південно-східних регіонах Африки. Характерними принциповими відмінностями від соціальних комах — обмежена можливість розселення й великий розмір окремих організмів (типове співвідношення розмірів комах до ссавців 1:1000). Первісні люди досить швидко заселили всі придатні землі в теплому поясі планети вже за першого виходу з Африки, після чого вони вже не могли не взаємодіяти із представниками свого виду, як наступні вихідці з саван зі своїми далекими й близькими родичами. Почасти видом такої взаємодії слугувала агресія, війна й гоміцид. Серед землекопів також поширена «ксенофобія», тобто агресивна поведінка в ставленні до особин з іншого гнізда. Розміри людини теж досить нетипові для світу ссавців, ⅔ яких є представниками гризунів і лиликоподібні, що підштовхує до характерної організації окремих клітин в організмі, особливо нервової системи. Співвідношення сумарної кількості нервових клітин у мурах і бджіл до аналогічних в тілах сірого пацюка й людини має співвідношення 0,25—1 млн : 0,2—86 млрд. Спостереження антропологів доводять гіпотезу «соціального мозку», тобто примати використовують цей орган заради побудови соціальних контактів, взаємодії із сородичами. Абсолютні розміри цього органу в приматів прямо впливають на складність взаємодії у видових групах. Одночасно, в складній соціальній групі переваги отримують індивіди з більшими розмірами цього органу. Тобто утворюється стійкий позитивний зворотний зв'язок природного відбору націленого на цефалізацію й розвиток розумових здібностей у соціальних організмів. Рідкісні випадки появи евсоціальності незворотно призводять до розвитку розумності, але потрібний поріг абсолютного розміру нейронних зв'язків в історії розвитку життя на Землі було подолано лише людиною. З чого випливає невідворотність утворення розвиненої цивілізації лише за досить рідкісного збігу обставин, що є можливим поясненням загадкового «мовчання Всесвіту» (Silentium Universi).
Унікальне поєднання людським видом як рис евсоціальності, так і універсальності/унікальності окремих її індивідуумів, можливо, є новим етапом біологічної еволюції на планеті.
|                        | Людина — не статичний центр світу, як вона довгий час про це розмірковувала, а вісь і вершина еволюції, що набагато прекрасніше. |
| — П'єр Теяр де Шарден, | |

## Поява розумної людини
Ідея про те, що людина еволюціонувала від спільного древнього предка так само як інші форми життя, уперше була запропонована Робертом Чемберсом 1844 року та розвинута Чарлзом Дарвіном 1871 року. Сучасні люди еволюціонували від спільного з людиноподібними мавпами предка через сахельантропа (Sahelanthropus), що жив 6 млн років тому. Перші відомі кам'яні знаряддя мають вік приблизно 2,5 млн років і були зроблені, вірогідно, австралопітеками гарі (Australopithecus garhi), і які були знайдені поряд з кістками тварин, на яких присутні подряпини, зроблені цими інструментами. Найдавніші гомініни (Homininae) мали мізки розміром на рівні з мізками шимпанзе, але за останні 3 млн років вони збільшились у чотири рази; чітко простежується статистична відповідність зростання розмірів мізків усіх гомінінів хронології еволюційного розвитку. Існує наукова дискусія щодо того, чи розвинулися сучасні люди по всьому світі одночасно і незалежно, або є нащадками однієї невеликої африканської популяції, яка потім мігрувала світом 200 тис. років тому і витіснила усі інші види гомінінів. Також ведуться дискусії навколо «великого стрибка вперед» 100—50 тис. років тому, коли анатомічно сучасні люди здійснили низку інтелектуальних, культурних та технологічних досягнень, і чи були вони зумовлені нейрофізіологічними змінами, які не можливо відслідкувати через скам'янілості.

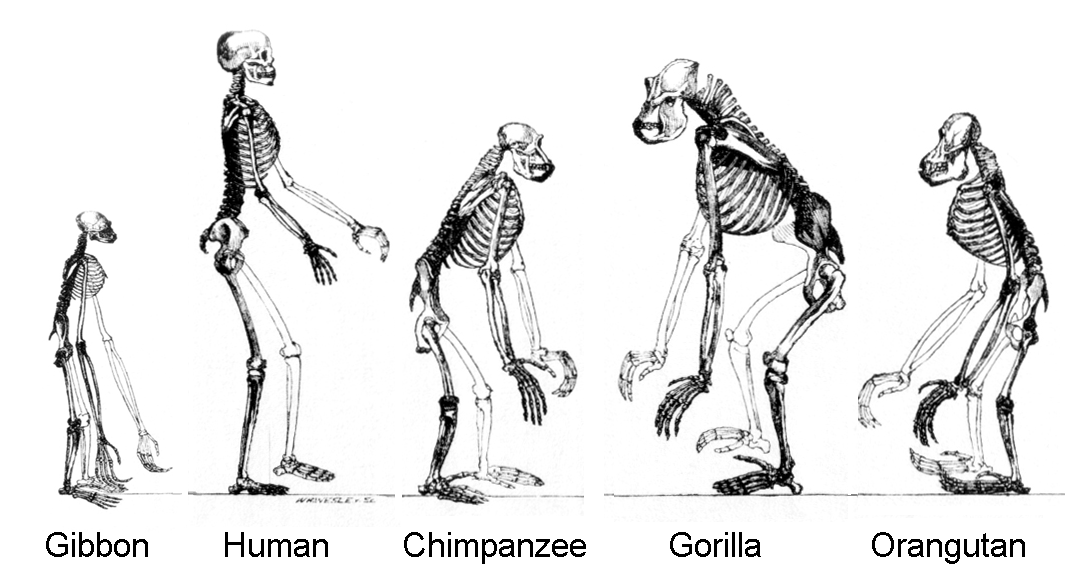
Кістяки прямоходячих людиноподібних мавп і людини
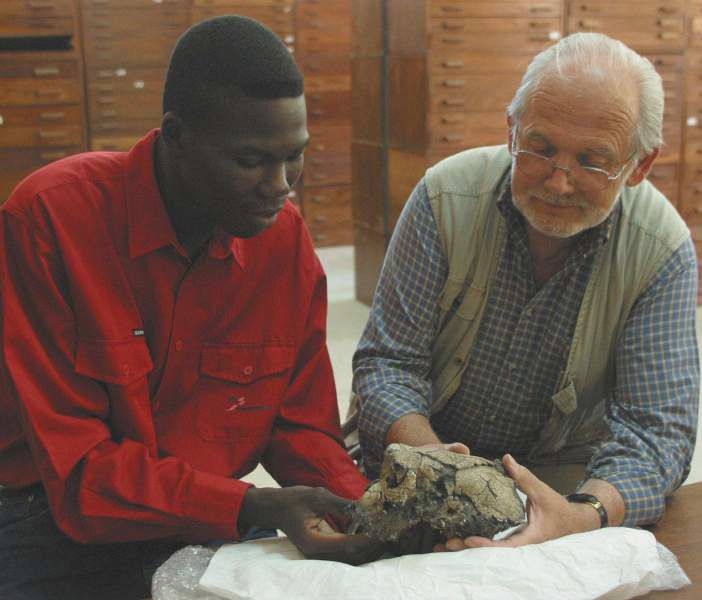
Мішель Брюне з черепом сахельантропа
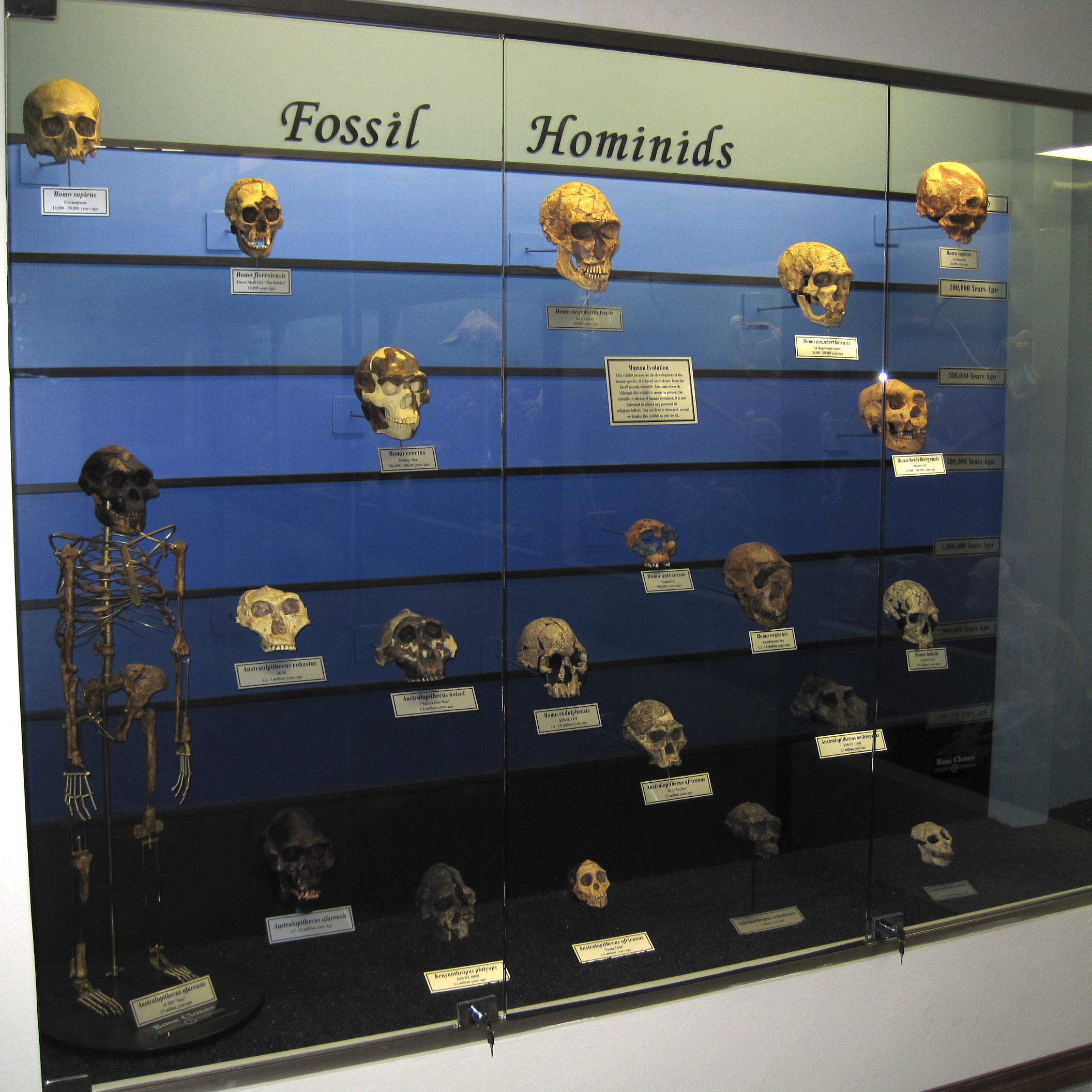
Еволюція черепів гомінід
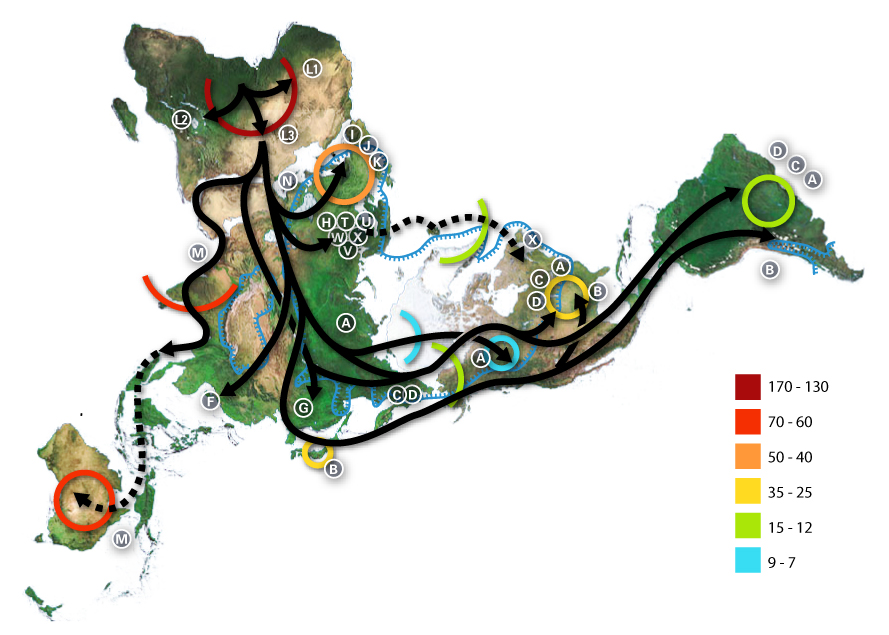
Заселення людством світу
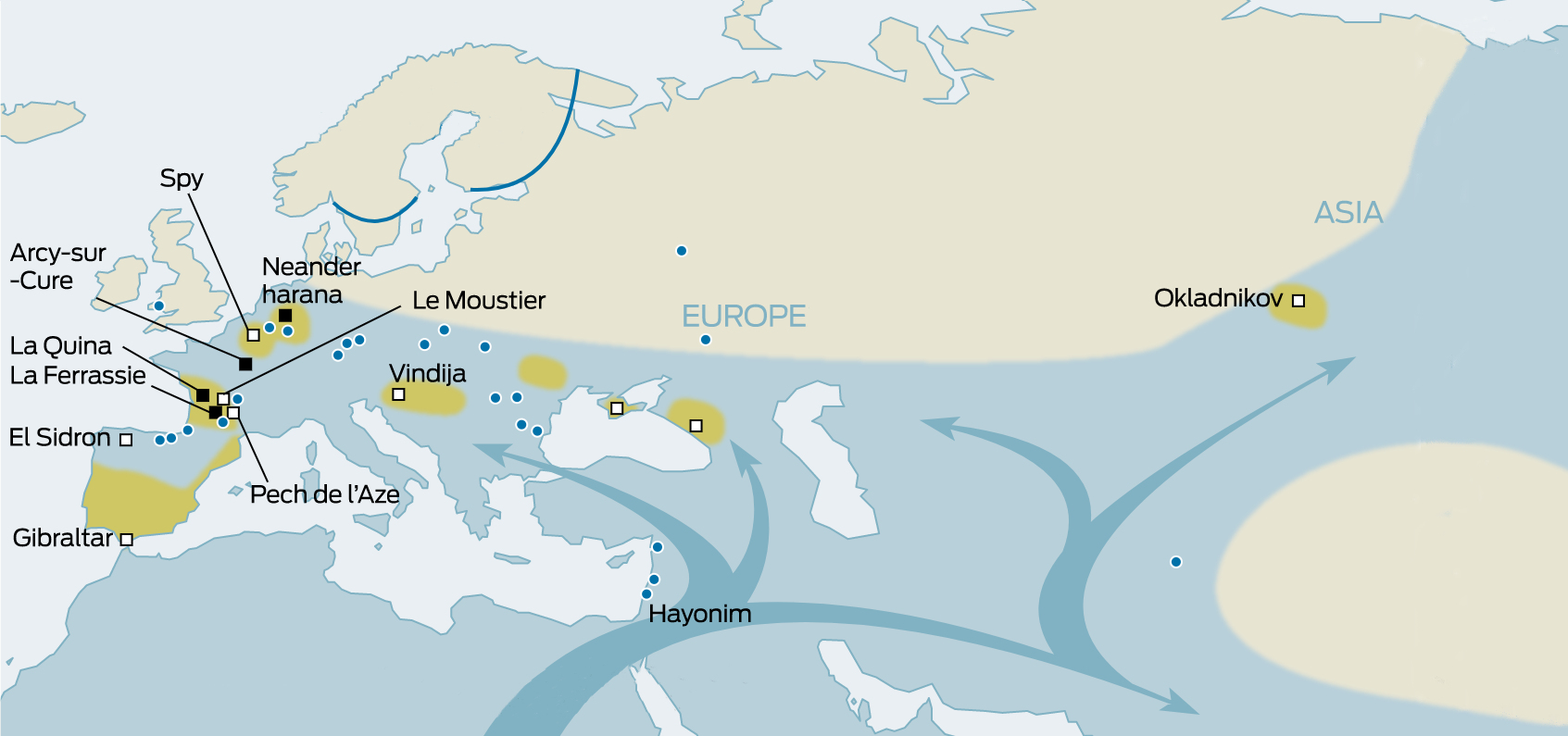
Вихід людства з Африки